# Parthische Kunst

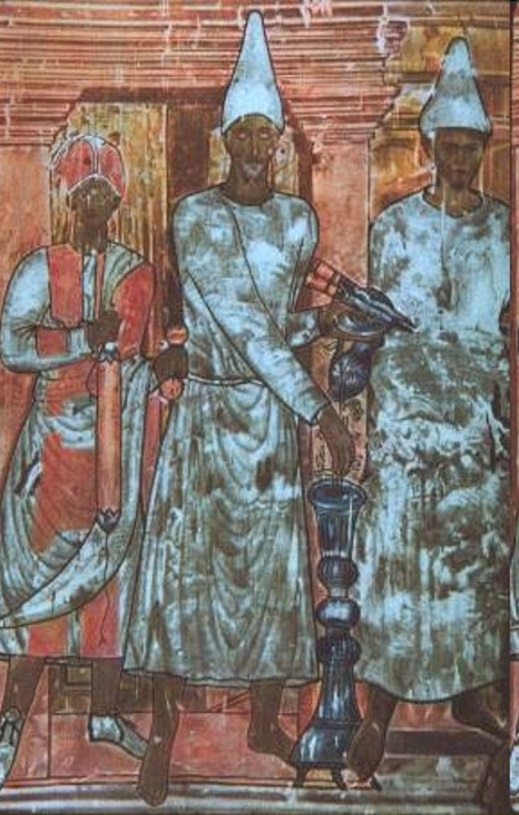
Das Opfer des Konon, Stifter der Malereien dieses Tempels

Als parthische Kunst wird die Kunst im Partherreich und in den von den Parthern kulturell beeinflussten angrenzenden Gebieten bezeichnet. Das Partherreich bestand von etwa 250 v. Chr. bis 220 n. Chr. im Gebiet des heutigen Iran und Irak. Kunst in parthischer Tradition wurde auch nach dieser Zeit und außerhalb dieses Gebietes produziert.
Die Kunst im Partherreich orientierte sich zunächst am hellenistischen Kunstschaffen. Ab der Zeitenwende vollzog sich eine Abkehr von dieser Tradition. Eine starke Frontalität der Figuren in Malerei und Plastik waren von da an die Hauptstilmerkmale. Selbst in erzählenden Darstellungen schauen die Handelnden nicht auf das Objekt ihrer Handlung, sondern wenden sich dem Betrachter zu. Dies sind Merkmale, die die Kunst des europäischen Mittelalters und von Byzanz vorwegnehmen.
Parthische Orte und Schichten werden bei Ausgrabungen sehr oft übergangen. Die Forschungslage und der Kenntnisstand zur parthischen Kunst sind daher noch sehr lückenhaft.

## Allgemeines
Das was heute als parthische Kunst bezeichnet wird, war schon seit dem Ende des 19. Jahrhunderts bekannt. Aus Palmyra gelangten seit dieser Zeit zahlreiche Skulpturen nach Europa. Sie stellen meist Männer in reich dekorierten Gewändern und Frauen mit zahlreichem Schmuck dar. Die Ruinen der Stadt wurden oftmals romantisch mit der aus literarischen Quellen bekannten Königin Zenobia in Verbindung gebracht. Für die hier gefundene Kunst wurde jedoch kein eigener Begriff geschaffen, sondern man hielt sie für eine lokale Variante römischer Kunst. Die Ausgrabungen in Dura Europos seit dem Anfang und insbesondere seit den 1920er-Jahren erbrachten zahlreiche neue Funde. Der klassische Archäologe und Leiter der Grabungen, Michael Rostovtzeff, erkannte, dass das Kunstschaffen der ersten nachchristlichen Jahrhunderte in Palmyra, Dura Europos, aber auch im Iran bis hin zum buddhistischen Indien denselben Prinzipien folgte. Er nannte dieses Kunstschaffen parthische Kunst. Die weite Verbreitung dieser Kunst, auch außerhalb der Grenzen des parthischen Reiches, warf jedoch die Frage auf, ob diese Kunst wirklich noch als parthisch zu bezeichnen ist, was in der Forschung meist bejaht wird, da sie wahrscheinlich auf das Kunstschaffen der parthischen Hauptstadt Ktesiphon zurückzuführen ist. Trotzdem ist die Benennung des Kunstschaffens des Partherreiches und der davon beeinflussten Gebiete in der Forschung uneinheitlich und vorsichtig. Autoren vermeiden oft die Bezeichnung parthische Kunst und ziehen es stattdessen vor, das Kunstschaffen nach dem kulturellen oder politischen Raum zu benennen. Daniel Schlumberger, der den Begriff parthische Kunst eindeutig bejahte, nannte eines seiner wichtigsten Werke zum Thema Der Hellenisierte Orient (im Original: L’Orient Hellénisé; in Deutschland in der Reihe Kunst der Welt erschienen). Das Buch behandelt jedoch nicht nur parthische Kunst, sondern auch griechische Kunst im Orient im Allgemeinen. Hans Erik Mathiesen betitelte sein Werk zur parthischen Plastik: Plastik im Partherreich (im Original: Sculpture in the Parthian Empire) und schloss in seiner Untersuchungen Städte wie Palmyra aus. Ebenso nannte Trudy S. Kawami ihr Werk zur Plastik in Iran „Monumentale Kunst der parthischen Periode in Iran“ (im englisch Original Monumental Art of the Parthian Period in Iran), wogegen Malcom Colledge sein Buch zur parthischen Kunst eindeutig als parthische Kunst (im Original: Parthian Art) betitelte.
Das Partherreich erstreckte sich über ein großes Gebiet, das vor allem mit dem Territorium des heutigen Iran und Irak deckungsgleich war und viele verschiedene Völkerschaften beheimatete. Es bestand über 400 Jahre. Von diesen Voraussetzungen ausgehend ist es klar, dass man mit starken regionalen Unterschieden in der Kunst dieses Reiches zu rechnen hat und dass es eine erhebliche Entwicklung über die Jahrhunderte hinweg gab. Obwohl es zahlreiche Beispiele parthischer Kunst gibt, sei vorausgeschickt, dass aus einigen Perioden viele bedeutende Werke, auch solche des königlichen Hofes, erhalten sind, während diese für andere Jahrhunderte fehlen.

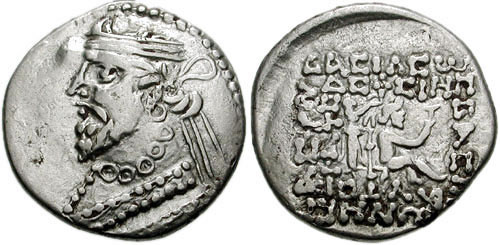
Münze des Gondophares, ca. 50 n. Chr. aus Indien in parthischen Stil

Parthische Kunst ist auch in Syrien, in zahlreichen Städten, wie Palmyra, Edessa und Dura Europos bezeugt. Nicht alle von ihnen gehörten zum Machtbereich der Parther. Im Norden scheint diese Kunst in Armenien geblüht zu haben, obwohl wenig erhalten ist. Im Süden gehörte Bahrain eindeutig zum parthischen Kunstbereich, während im Osten der Übergang zur Gandharakunst fließend ist und daher schwer eine klare Trennlinie gezogen werden kann.
In der älteren Forschung, die die griechische Kunst der griechischen Klassik als Ideal ansah, wurde die parthische Kunst oftmals als dekadente oder barbarische Kunst abgetan. Die neuere Forschung sieht dies jedoch differenzierter. Die parthische Kunst hat viel Neues und Originelles geschaffen und war vor allem für die byzantinische Kunst und die Kunst des Mittelalters richtungsweisend.
Die starke Frontalität der parthischen Kunst ist im Flachbild für Vorderasien neu und scheint von dem Erlebnis griechischer Kunst, das der Orient seit dem dritten vorchristlichen Jahrhundert durchmachte, geprägt zu sein. Die parthische Kunst kann deshalb als eine orientalische Schöpfung nach dem Erlebnis der hellenistischen Kunst bezeichnet werden.

## Stilepochen

Münze von Vonones I., in Ekbatana geprägt

Die Kunst im Partherreich kann grob in zwei Stilepochen unterteilt werden: Eine griechische Stilphase und eine eigentlich parthische. Diese Stilphasen folgten nicht unbedingt chronologisch aufeinander, sondern es kann mit starken chronologischen Überschneidungen gerechnet werden. Eine griechisch geprägte Stadt wie Seleukeia am Tigris produzierte noch länger Kunst in griechischer Tradition als die Königsstädte im Osten des Reiches wie Ekbatana. Ein Beispiel sind die Münzen von Vonones I. (6–12 n. Chr.). Die Exemplare, die in der Stadt Seleukeia am Tigris geprägt wurden, zeigen einen rein griechischen Stil. Die Münzen desselben Herrschers aus Ekbatana zeigen einen Stil, der sich schon stark von griechischen Vorbildern entfernte.

### Hellenistische Phase
Zu Beginn der parthischen Geschichte war ihre Kunst noch sehr stark der griechischen Kunst verpflichtet. Vor allem in der ältesten parthischen Hauptstadt Nisa konnten Zeugnisse aus der parthischen Frühzeit entdeckt werden. Die meisten Funde dort datieren in die drei ersten vorchristlichen Jahrhunderte. Es fanden sich rein griechische Marmorplastiken und eine Reihe von Elfenbein-Rhyta in hellenistischem Stil, die figürlich verziert waren.
Die Marmorstatuen sind im Schnitt 50 bis 60 cm hoch. Eine von ihnen steht dem Typ der haarwringenden Aphrodite nahe. Der untere Teil der Figur ist in einem dunklen Stein gearbeitet, so dass der marmorne Körper besser zur Geltung kommt. Eine andere Frauenfigur trägt einen Chiton und einen darüberliegenden Peplos, auf der rechten Schulter liegt ein Schal. Bei beiden Statuen handelt es sich wahrscheinlich um Importe. Sie belegen aber den hellenistisch gefärbten Geschmack der hier herrschenden Könige.
Die Ornamentbänder der Rhyta zeigen Szenen aus der griechischen Mythologie. Der Stil der Figuren ist rein hellenistisch, auch wenn die Figuren zum Teil etwas grob wirken und die dargestellten Themen aus dem griechischen Raum anscheinend nicht immer verstanden wurden. Nisa und die Provinz Parthien, wo das Parthische Reich seinen Ursprung hatte, sind dem griechischen Baktrien benachbart und es ist deshalb die Vermutung geäußert worden, dass vor allem die baktrischen Griechen die frühen Parther künstlerisch beeinflussten oder dass die Rhyta sogar in Baktrien hergestellt wurden und als Raubgut nach Nisa kamen.
In der Architektur ist von Anfang an eine gewisse Mischung griechischer mit iranischen Elementen zu beobachten. Der Bauschmuck in Nisa ist meist rein griechisch. Es fanden sich ionische und korinthische Kapitelle mit Akanthusblättern. In Nisa entdeckte Stufenzinnen haben dagegen ihren Ursprung im iranischen Raum. Das quadratische Haus in Nisa ist 38 × 38 Meter groß und besteht aus einem großen Hof, der an allen vier Seiten von Säulen geschmückt ist. Dahinter finden sich an allen vier Seiten längliche Räume, an deren Wände sich Bänke befinden. Der Bau diente vielleicht als königliches Schatzhaus und war aus ungebrannten Ziegeln errichtet. Er folgte damit einheimischen Traditionen. Im Plan erinnert der Bau an griechische Palästren. Insgesamt erscheint Nisa als ein kolonialer, hellenistischer Königshof, der sich kaum von anderen gleichzeitigen hellenistischen Residenzen unterscheidet. Immerhin finden sich vor allem in der Architektur lokale Anklänge. Dies ist aber auch gut in Ai Khanoum zu beobachten, wo eine königliche Residenz des Griechisch-Baktrischen Königreiches ausgegraben wurde. Daniel Schlumberger möchte deshalb das Kunstschaffen dieser Phase parthischer Geschichte noch nicht als parthisch bezeichnen.

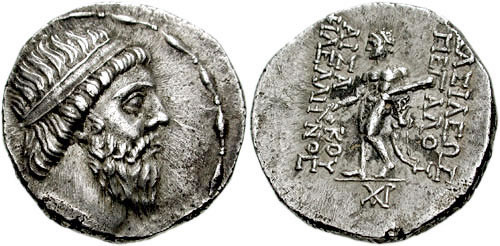
Münze von Mithridates I.

Ohne Inschriften und genaue Ausgrabungen sind frühe parthische von seleukidischen Bauten oftmals kaum zu unterscheiden. In Khurab im Iran steht noch heute ein großes Herrenhaus mit ionischen und dorischen Säulen. Die Proportionen einzelner Bauteile (die Säulen wirken zu lang und dünn) deuten aber an, dass dieses Haus keine rein griechischen Baumeister hatte. Seine genaue Datierung ist deshalb umstritten.
Dieser hellenistische Stil der parthischen Frühzeit ist auch auf den Münzen der parthischen Herrscher zu verfolgen. Die frühesten Exemplare wirken noch etwas unbeholfen, sind aber im Stil griechisch, wenn auch die Herrscher parthische Attribute tragen, was den Münzen ein ungriechisches Aussehen verschafft. Unter Mithridates I., der große Teile des hellenistischen Seleukidenreiches eroberte, sind die Münzen im Stil kaum von denen hellenistischer Königshöfe zu unterscheiden. Beachtenswert ist außerdem, dass die Parther ausschließlich Silber- und Kupfermünzen, aber keine Goldmünzen prägen ließen. Die wenigen bekannten Goldmünzen sind anscheinend Prestigeobjekte und von lokalen Fürsten im parthischen Einflussbereich geprägt worden.

### Parthischer Stil
Neben dem griechischen Stil dürften an zahlreichen Orten im Partherreich vorhellenistische Traditionen in der Kunstproduktion weitergelebt haben. In Assur fanden sich zwei Stelen, die in einem solchen Stil gehalten sind. Sie zeigen jeweils einen stehenden Mann in parthischer Tracht. Die Figur und der Kopf sind im Profil wiedergegeben und stehen damit in mesopotamischer Tradition. Eine dritte Stele zeigt eine vergleichbare Figur, nun allerdings mit dem Gesicht zur Front. Eine der Stelen in alt-mesopotamischen Stil ist in ein Jahr 324 (12/13 n. Chr. oder 89/88 v. Chr.) datiert. Im parthischen Reich waren verschiedene Datierungssysteme gleichzeitig im Gebrauch und es ist nicht bekannt, nach welcher Ära diese Stelen datiert sind.

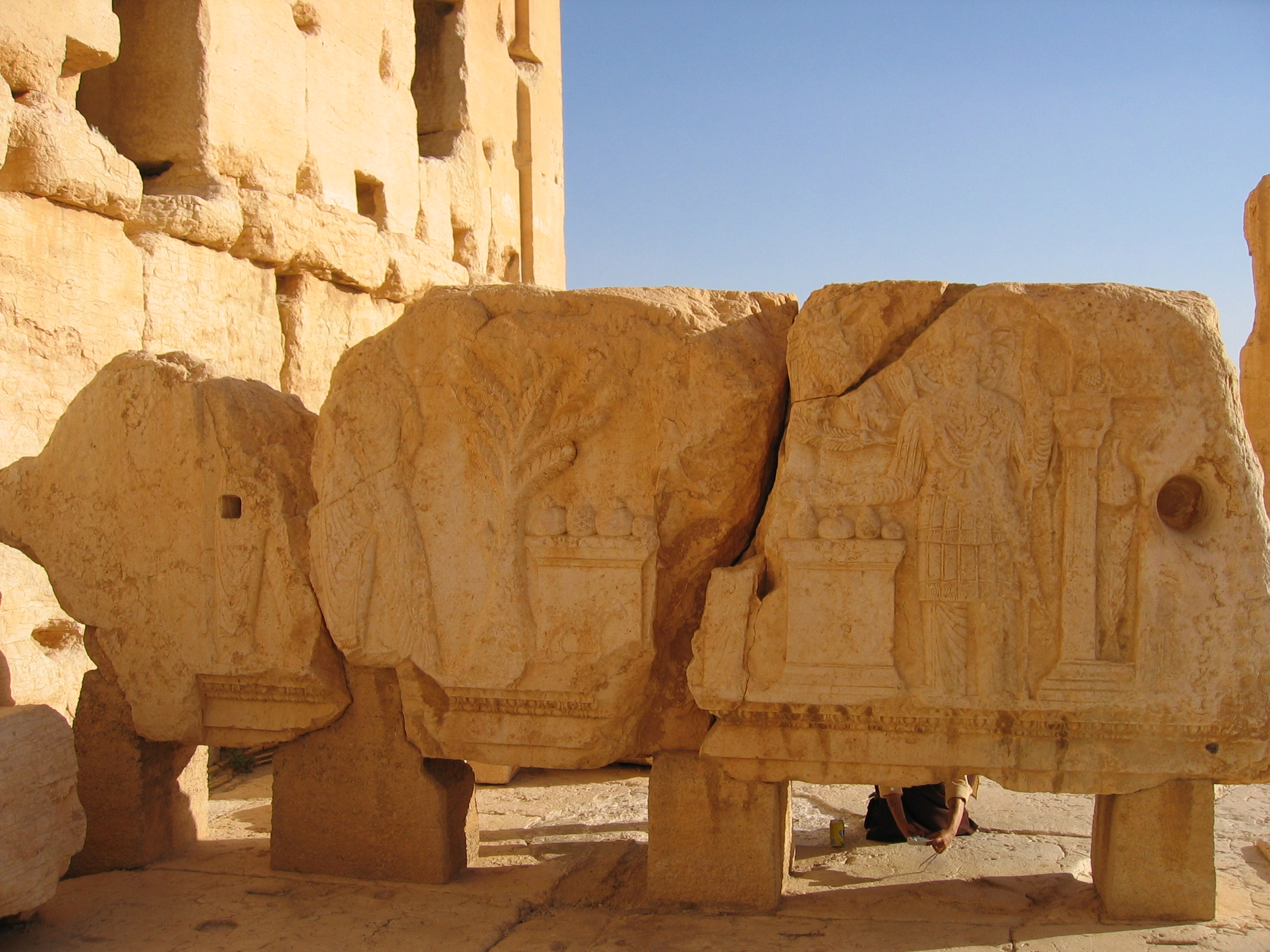
Relief vom Baal-Tempel in Palmyra

In das Jahr 31 n. Chr. datiert eine Stele aus Dura Europos, die den Gott Zeus Kyrios und den weihenden Seleukos zeigt. Der Kopf und die Brust des Zeus Kyrios sind frontal wiedergegeben, die Beine jedoch von der Seite. Aus Palmyra stammen Baureliefs am Baal-Tempel, die mit Sicherheit auf den Beginn des 1. Jahrhunderts n. Chr. datiert werden können. Der Tempel wurde am 6. April 32 n. Chr. eingeweiht. Auch hier findet man einen neuen Stil. Die Reliefs zeigen wahrscheinlich Mythen, deren Inhalt aber nicht aus schriftlichen Quellen bekannt ist, womit die Darstellungen im Detail für uns unverständlich bleiben. Die Figuren sind frontal wiedergegeben, selbst in erzählenden Darstellungen wenden sich die Figuren dem Betrachter der Reliefs und nicht den anderen Agierenden innerhalb der Szene zu.

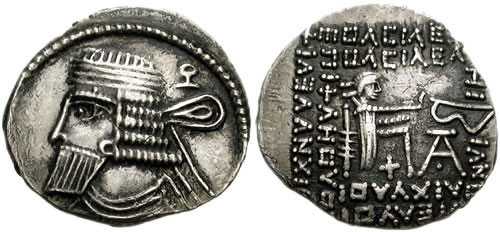
Münze von Vologaeses I.

Demnach lässt sich ab der Zeit um Christi Geburt im Partherreich ein neuer Stil, der vor allem durch die strenge Frontalität der Figuren, durch einen Linearismus und eine hieratische Darstellungsweise gekennzeichnet ist, beobachten. Dieser Stil kehrt sich von griechischen Vorbildern ab, schließt sich aber auch nicht direkt an die vorhellenistische Kunst an, obwohl gerade das Hieratische und der Linearismus auch in der Kunst des Alten Orients zu finden sind. Dieser Stil scheint in Mesopotamien entstanden zu sein. Die besten Beispiele dieser nun rein parthischen Kunst stammen allerdings nicht aus der Hauptstadt, sondern aus Orten am Rande des Partherreiches, wie Dura Europos, Hatra oder das nicht zum Reich gehörende Palmyra.
Am besten ist das Entstehen eines neuen Stils aber in der Münzkunst zu verfolgen. Die Bilder der parthischen Könige sind ab der Zeit um Christi Geburt oftmals stark stilisiert. Eckige Formen ersetzten die runden, fließenden Formen des griechischen Stils, wobei zumindest auf den Münzen das Profil weiter vorherrschte. Ab der Zeit um ca. 50 v. Chr. kam es vermehrt zu Auseinandersetzungen mit dem hellenistisch orientierten Rom. Der neue Stil ist deshalb vielleicht auch eine bewusste Abkehr von den hellenistischen Traditionen und eine Besinnung auf eigene Traditionen und Werte.

## Malerei

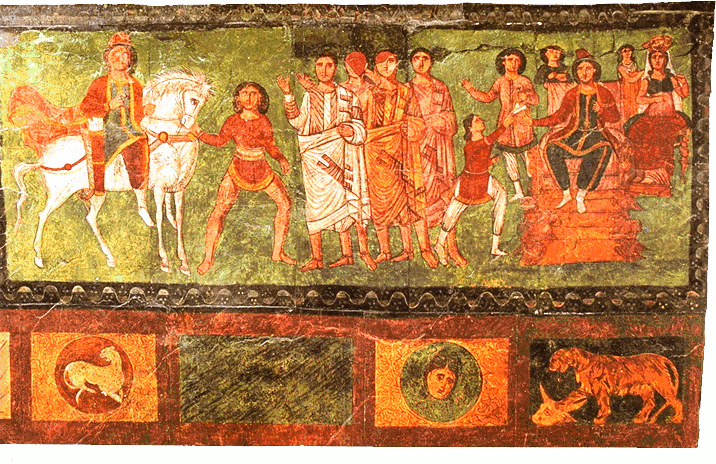
Wandmalerei aus der Synagoge von Dura Europos

Besonders deutlich ausgeprägt ist die parthische Kunst in der Wandmalerei. Zahlreiche Beispiele sind in Dura Europos erhalten. Einige wenige Beispiele stammen aus Palmyra und Hatra und Fragmente von Wandmalereien sind in Assur und Babylon gefunden worden. Ein Großteil der Wandmalereien stammt aus Tempeln und Gotteshäusern. In der Synagoge und in der Hauskirche von Dura Europos finden sich vor allem Szenen aus der Bibel. Im Mithräum von Dura Europos finden sich Szenen um Mithras. In den anderen Tempeln der Stadt sind vor allem Figuren von Stiftern und deren Familienmitglieder beim Opfer prominent. Wohnbauten waren viel seltener als in der griechisch-römischen Welt ausgemalt. Hier finden sind Bankett- und Jagdszenen, die das Leben der Adligen illustrieren und verherrlichen.
Die Figuren sind nun alle frontal dargestellt. Während in der hellenistischen Kunst die Frontaldarstellung in der Malerei nur eine Möglichkeit von vielen war, ist sie nun in der parthischen Kunst die Regel. Die Figuren sind dem Betrachter zugewandt und selbst in erzählenden Darstellungen hat man das Gefühl, dass einzelne Figuren nicht mehr miteinander agieren, sondern nur noch auf den Betrachter gerichtet sind. Die Perspektive, die es in der griechischen Kunst gab, hat sich weitestgehend aufgelöst. Eine gewisse Räumlichkeit der Figuren ist nur durch Schattierungen auf einzelnen Körperpartien angedeutet. Die Standlinie, die in der vorderasiatischen Kunst eine bedeutende Rolle gespielt hatte, hat nun keine Bedeutung mehr. Die Figuren scheinen jetzt oftmals frei im Raum zu schweben. Zumindest in Dura Europos wurden die meisten Malereien von privaten Stiftern in Auftrag gegeben. Sie ließen sich an den Tempelwänden mit ihrer Familie darstellen. Die Namen sind neben ihren Figuren niedergeschrieben.
Es gibt jedoch so gut wie keine Beispiele figürlicher Wandmalerei aus der Anfangsphase der parthischen Kunst, als diese noch unter griechischen Einfluss stand. Der Beginn parthischer Malerei bleibt vorerst unbekannt. Auf das Ende des ersten nachchristlichen Jahrhunderts können die Wandmalereien im Tempel der palmyrenischen Götter in Dura Europos datiert werden. Eine Szene zeigt das Opfer des Konon. Sie gehört zu den frühesten bekannten parthischen Malereien, ist eines der qualitätsvollsten Beispiele parthischer Kunst und zeigt schon alle deren Stilmerkmale. Obwohl die einzelnen Figuren in einer perspektivisch gezeichneten Architektur angeordnet sind, stehen nur wenige von ihnen auf dem Boden, die meisten scheinen im Raum zu schweben. Alle Figuren sind frontal wiedergegeben.
In die Jahre 244/245 datiert die Synagoge von Dura Europos, die größtenteils mit Szenen aus dem Alten Testament ausgemalt wurde (und schon deshalb eine Einmaligkeit darstellt). Einzelne Szenen finden sich in kleinen Paneelen wiedergegeben, die wiederum aneinandergereiht die ganze Wand bedeckten. Die Figuren wirken etwas gedrungener als im Tempel der palmyrenischen Götter, zeigen aber prinzipiell die gleichen Stilmerkmale. Sie sind in der Regel frontal wiedergegeben und scheinen oftmals im Raum zu schweben. Perspektivische Architekturen kommen kaum noch vor.
Die gut erhaltenen Beispiele parthischer Malereien stammen meist aus Tempeln und Gotteshäusern. Die profane Malerei ist nicht ganz so gut erhalten und daher weniger bekannt. Eine besondere Spezialität scheinen hier aber Schlacht- und Jagdszenen gewesen zu sein, die den Lebensstil der herrschenden Klasse verherrlichten. Besonders vorherrschend war das Motiv des Reiters. Die Pferde sind hier im fliegenden Galopp wiedergegeben. Die Reiter selbst sind auf ihnen sitzend mit dem Gesicht dem Betrachter zugewandt dargestellt. In Kampfszenen handelt es sich meist um schwer bewaffnete Kataphrakte, in Jagdszenen um eher leicht ausgestattete Bogenschützen. Reste einer solchen Reiterszene fanden sich in dem Palast von Assur und scheinen die Repräsentationsräume des Gebäudes dekoriert zu haben. Andere Beispiele fanden sich im Mithräum von Dura Europos. Solche Reiterszenen, in leicht veränderter Form, werden dann besonders bei den Sassaniden beliebt.

### Beispiele von Wandmalerei aus Dura Europos

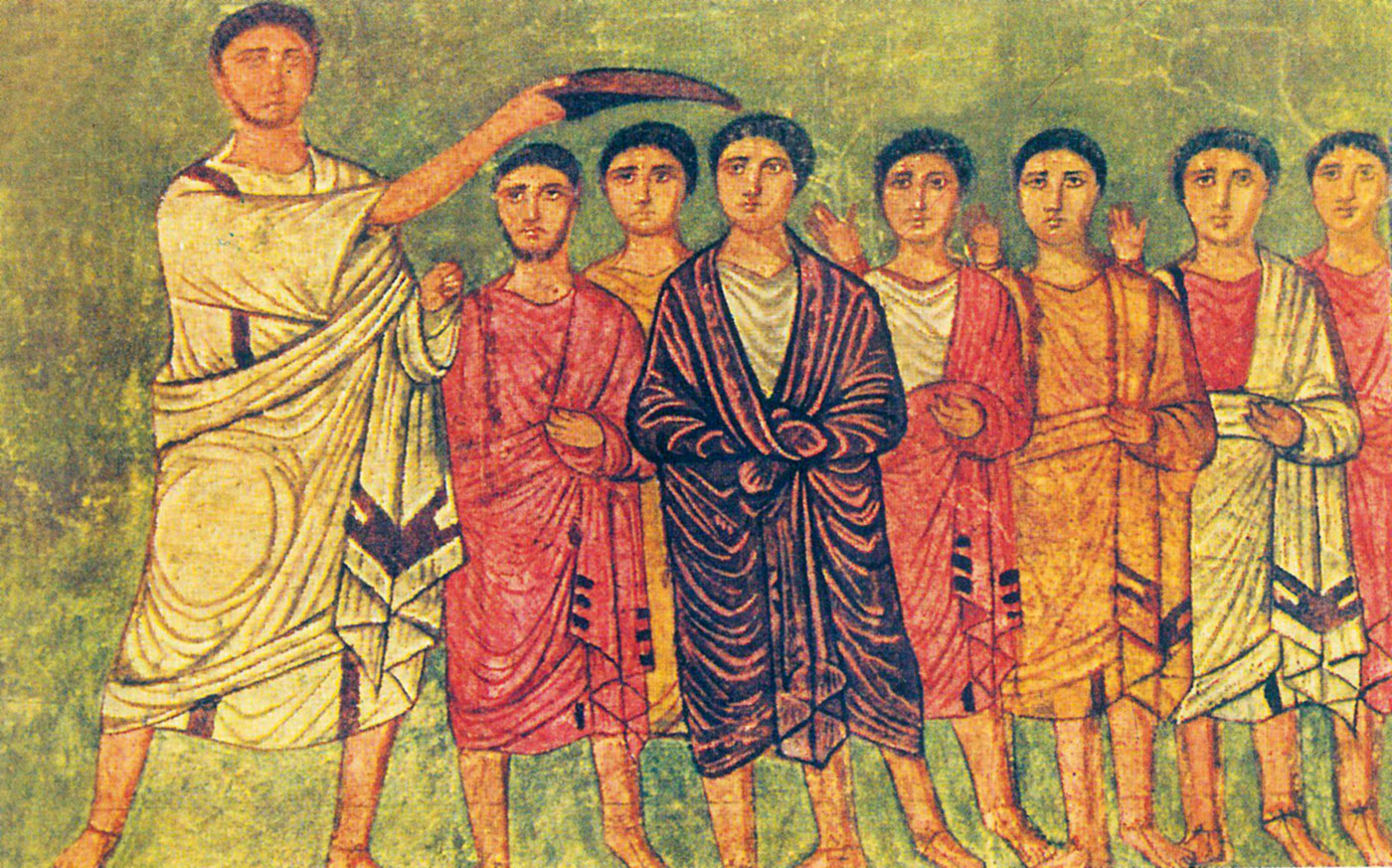
Synagoge von Dura Europos: Samuel salbt König David
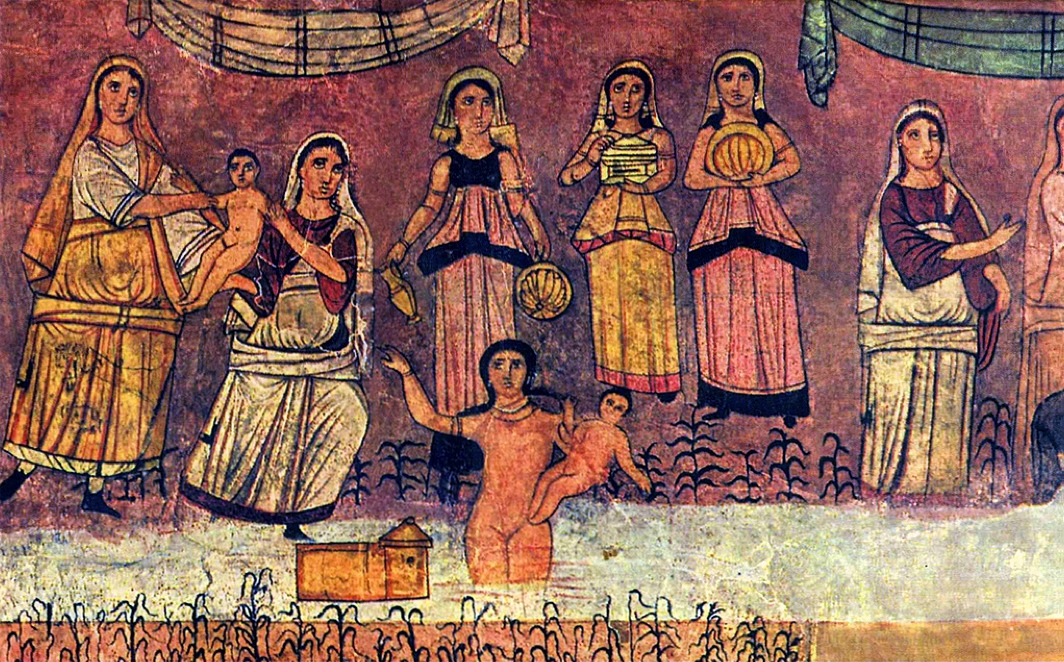
Synagoge von Dura Europos: Moses wird aus dem Nil errettet
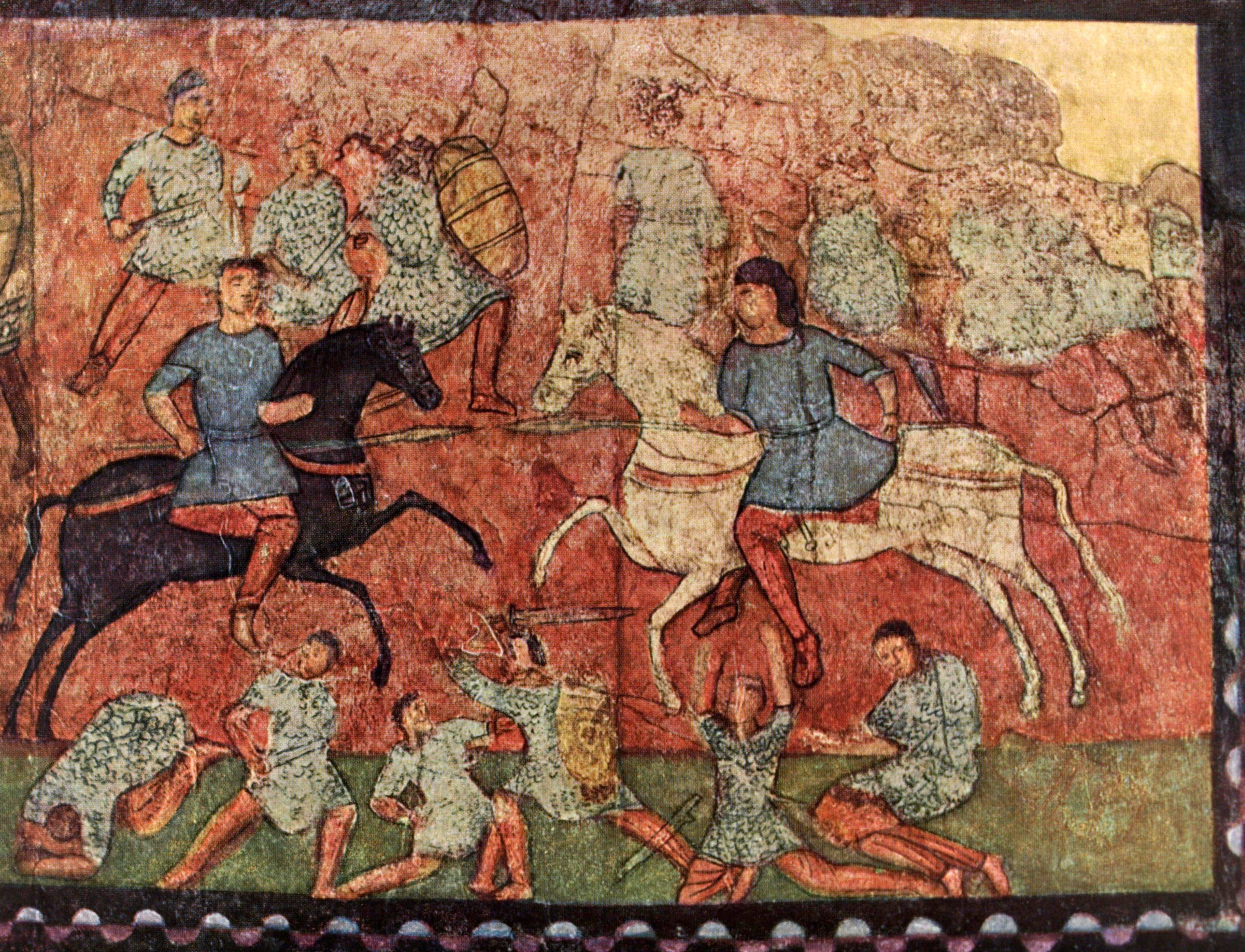
Synagoge von Dura Europos: Die Schlacht von Eben Ezer
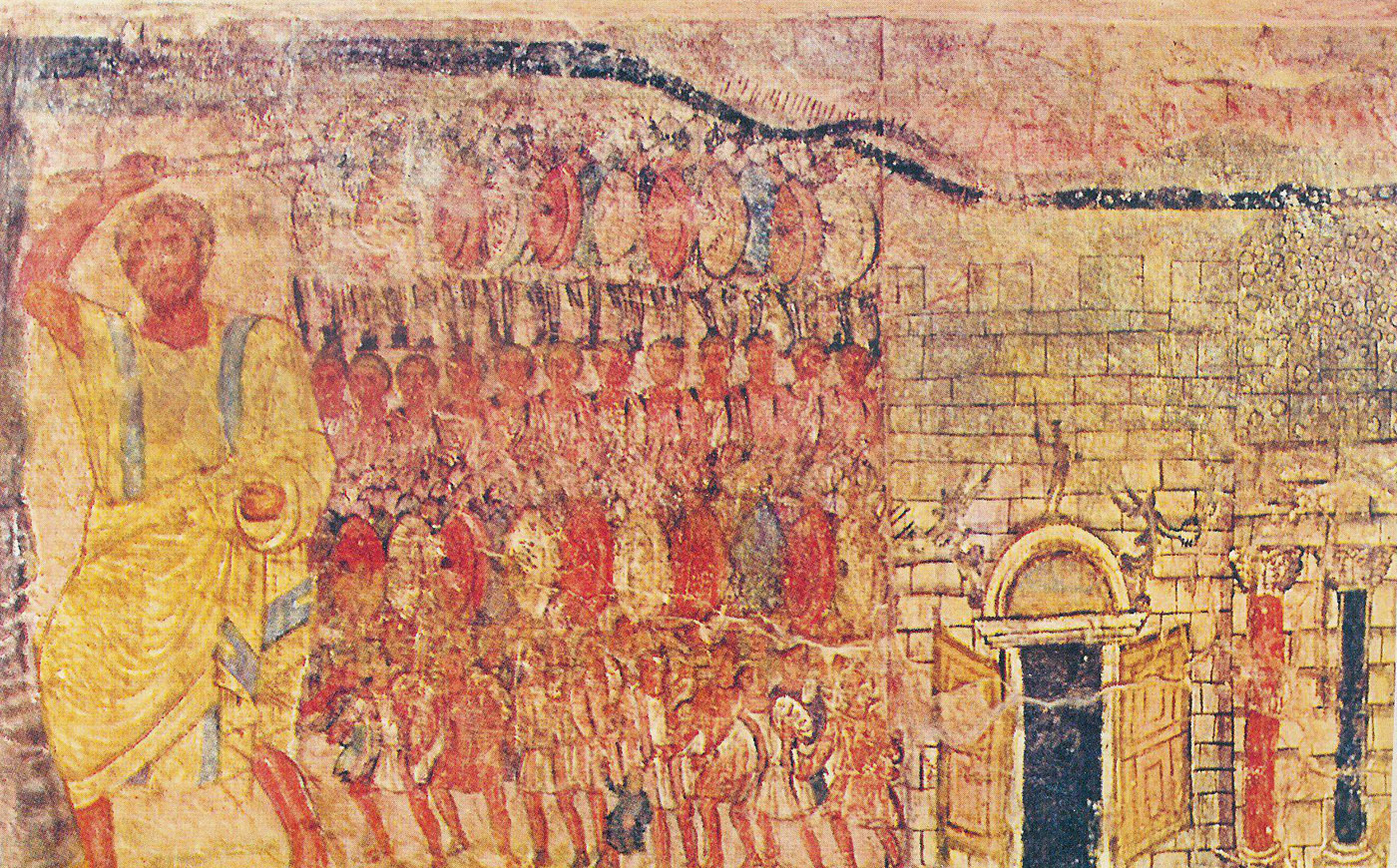
Synagoge von Dura Europos: Auszug aus Ägypten
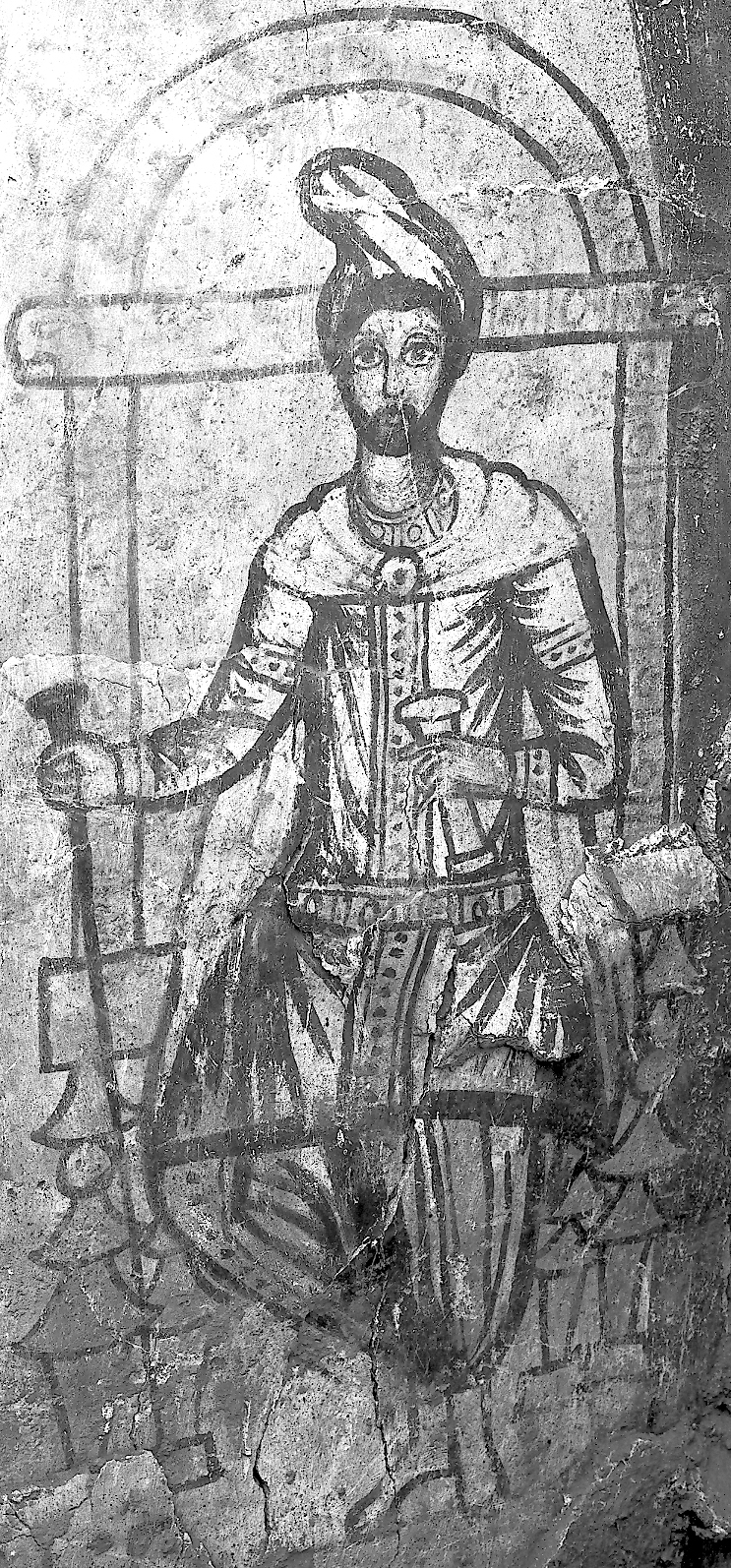
Figur im Mithräum von Dura Europos

## Plastik

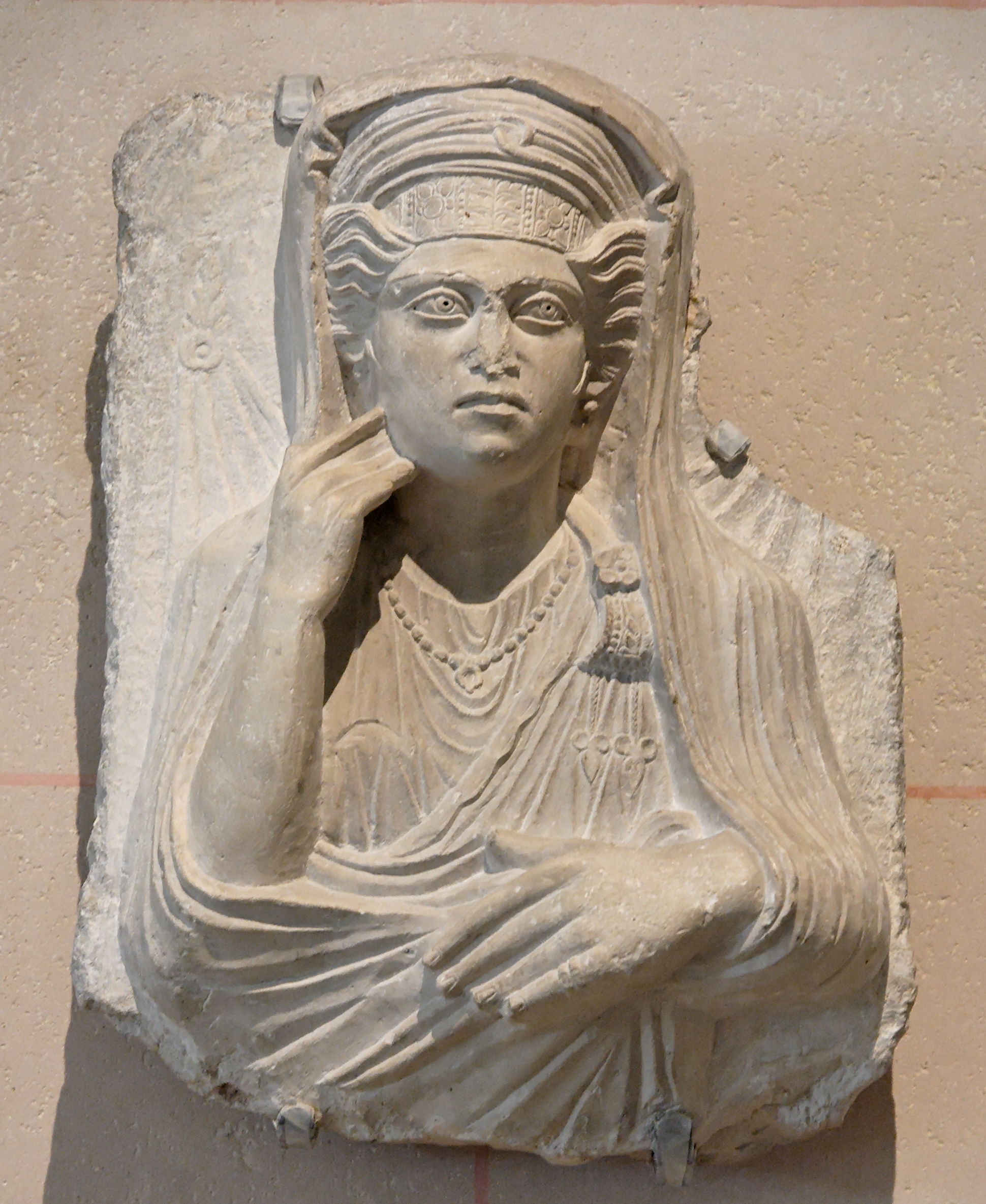
Grabrelief einer Frau aus Palmyra

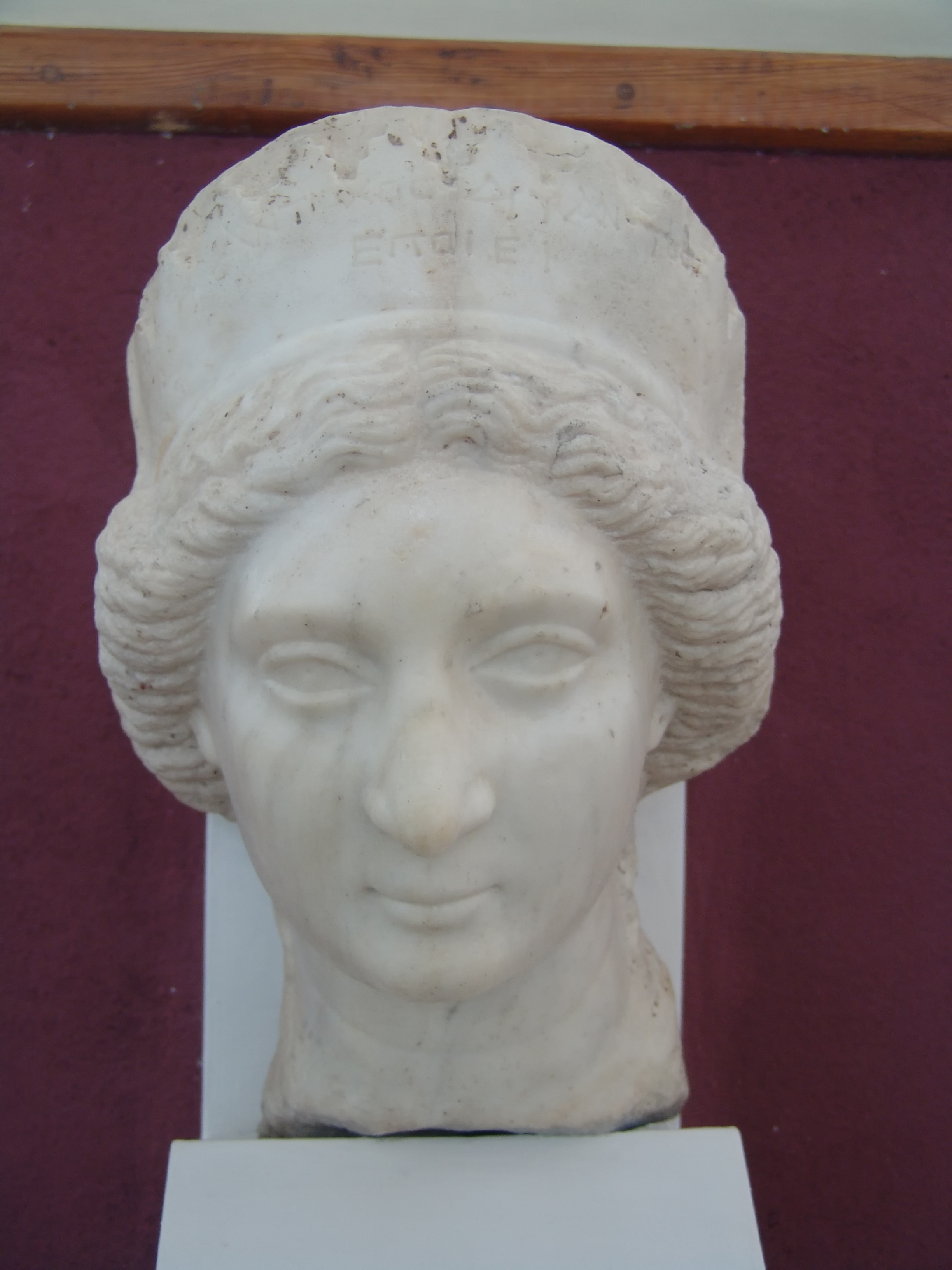
Frauenkopf aus Susa

Die genannten Stilelemente finden sich auch in der Plastik. Skulpturen, in Kalkstein, Marmor und Bronze, sind meist frontal konzipiert. Selbst bei Gruppenfiguren ist keine Interaktion zu beobachten, sondern eine völlige Orientierung auf den Betrachter.
Viele Beispiele parthischer Skulptur fanden sich in Palmyra, wo die Grabbauten der lokalen Oberschicht reich dekoriert waren, die die Verstorbenen zeigen. Es gab dabei drei Denkmälertypen. Verschlussplatten, die den Eingang von Grabanlagen versperrten; Sarkophage, die auf dem eigentlichen Sargkasten dekoriert waren und auf dem Deckel den Verstorbenen, meist auf der Seite liegend, beim Festmahl zeigen. Nur wenige dieser Bilder vermitteln den Eindruck eines wirklichen Porträts. Die Gesichter der Dargestellten wirken stilisiert und verklärt. Männer und Frauen sind meist einschließlich des Oberkörpers wiedergegeben und reich mit Schmuck behangen. Frauen tragen in der Regel hellenistische Kleidung, die Männer hellenistische, aber auch iranische Kleidung (vor allem Hosen), wie man sie von den Parthern aber auch von den Kuschana kennt. Die letztere ist sonst kaum im römischen Syrien belegt. Aus Palmyra sind kaum vollplastische Skulpturen bekannt, die es sicherlich hier einst auch gab, aber wohl in Bronze gegossen waren. Sie schmückten die Straßen der Stadt, sind jedoch später eingeschmolzen worden. Sie waren zu Ehren von verdienten und wohlhabenden Bürgern der Stadt aufgestellt. Zahlreiche Sockel dieser Statuen mit Widmungsinschriften sind erhalten. Ehrenstatuen verdienter Bürger sind auch durch Inschriften aus Palmyra für parthische Städte bezeugt, jedoch nicht erhalten:
Die Boule und das Volk (ehren) Soadu, Sohn des Bolyada … und er wurde durch Beschlüsse und Standbilder geehrt von der Boule und dem Volk und seinerzeit von den Karawanen und von einzelnen Bürgern … aufgrund seiner wiederholten Wohltaten gewürdigt wurde mit vier Standbildern auf Säulen im Tertradeion der Stadt auf Staatskosten und mit drei weiteren Standbildern in Charax Spasinu und in Vologesias
In Hatra fanden sich dagegen zahlreiche Statuen in Stein, die Gottheiten oder lokale Herrscher und deren Familienmitglieder darstellen. Die hiesige Oberschicht stiftete die Statuen für die Tempel der Stadt, wo sie von den Ausgräbern gefunden wurden. Viele dieser Werke sind durch die Inschriften der Stifter genau datiert und liefern ein gutes chronologisches Gerüst. Hier findet sich gelegentlich auch die Nennung des Bildhauers, wie Aba oder Shabaz. Neben Werken in klassisch griechisch-hellenistischer Tradition (vor allem von klassischen Gottheiten) zeigen sie die Personen sitzend oder stehend, frontal und in reichem parthischen Ornat. Die Männer tragen Schuhe, Hosen und darüber eine Tunika. Über die Tunika tragen einige Männer eine Art Jacke. Oftmals ist an der rechten Hüfte ein Schwert zu sehen und an der linken Seite ein Dolch. Könige tragen eine Tiara mit einem Diadem oder nur ein Diadem, auf dem sich manchmal das Bild eines Adlers findet. Die rechte Hand ist meist in einem Anbetungsgestus nach oben gehoben, die linke Hand hält bei Männern ein Schwert oder einen Palmenzweig. Andere Statuen tragen in beiden Händen eine Gottesstatue. Auffällig ist die Liebe zum Detail. Die Muster der Stoffe, Waffen und Schmuckstücke sind genau wiedergegeben.
Aus Susa stammt ein Frauenkopf aus Marmor, bei dem es sich um eines der bekanntesten Kunstwerke aus dem parthischen Herrschaftsgebiet handelt. Der Kopf ist etwas überlebensgroß. Das Gesicht ist breit mit einer langen dünnen Nase. Die Augäpfel sind nicht modelliert, doch ist die Pupille durch einen Punkt angedeutet. Der Mund ist weich modelliert mit eher dünnen Lippen. Die Frau trägt eine schwere Krone, auf der sich die Inschrift: Antiochos, Sohn des Dryas, machte (es) befindet. Auf der Rückseite ist ein Schleier zu sehen. Die Rückseite der Statue ist insgesamt summarisch gearbeitet, was darauf hinweist, dass der Kopf für die Frontalansicht konzipiert wurde. Er war einst sicherlich in einen getrennt gearbeiteten Körper eingelassen. Die hohe Qualität des Werkes löste in der Forschung eine umfangreiche Diskussion aus. Die Modellierung des Gesichtes erinnert an hellenistische Werke. Auch die Kopfbedeckung ist aus dem hellenistischen Raum bekannt, doch sind bestimmte Details eindeutig iranisch. Vor allem gibt es für die Krone mit Zinnen zahlreiche Beispiele im vorhellenistischen, iranischen Raum. Dementsprechend ist vermutet worden, dass es sich um ein Werk aus dem griechisch-römischen Raum handelt, das lokal umgearbeitet wurde.

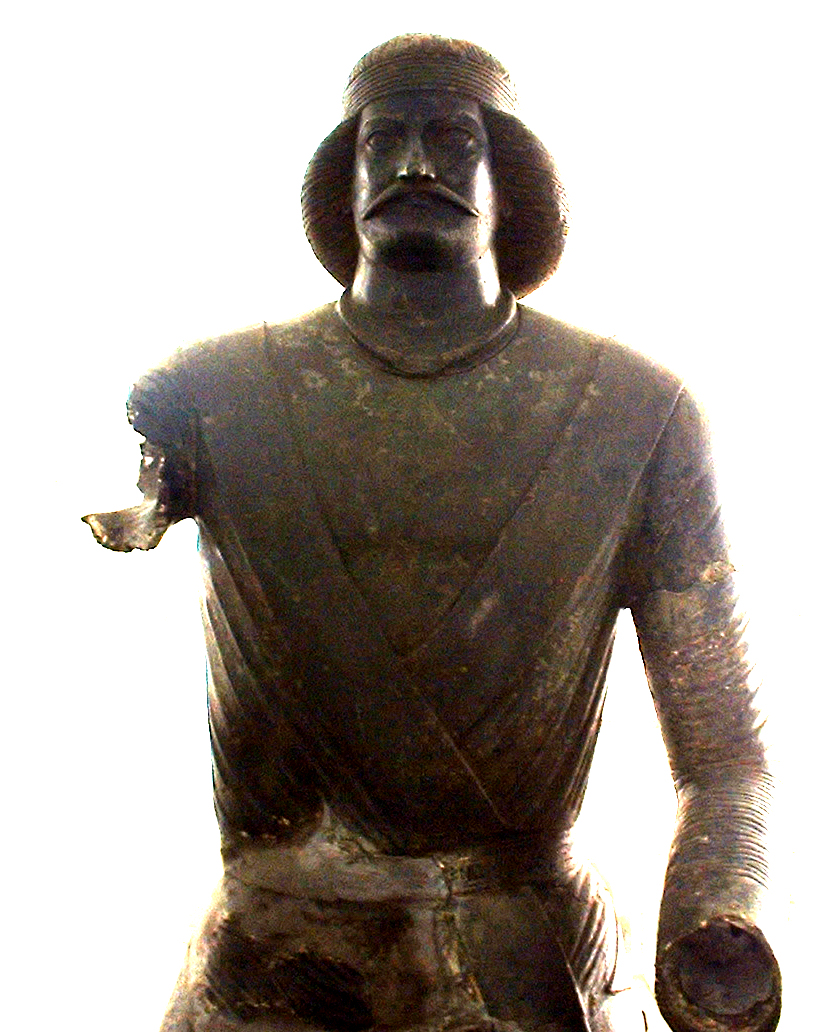
Bronzestatue eines Würdenträgers aus Schami

Das wohl bekannteste parthische Kunstwerk ist die Bronzestatue eines lokalen Fürsten, die sich bei Shami in der iranischen Provinz Bachtiyāri fand. Sie wurde von Bauern in den Resten eines kleinen Schreins griechischer Götter und seleukidischer Könige gefunden, der eventuell dem Kult dieser Götter aber auch von Herrschern diente. Die Statue ist fast vollkommen erhalten, nur die Arme fehlen. Sie ist aus zwei Teilen gearbeitet und besteht aus dem Körper und dem Kopf, der getrennt gearbeitet und später aufgesetzt wurde. Der Fürst steht aufrecht in parthischer Kleidung mit einem Dolch an der Seite. Er trägt mittellanges Haar und einen Schnurrbart. Er trägt lange Beinkleider und eine Tunika, die die Brust teilweise frei lässt. Die Figur ist wieder frontal ausgerichtet, scheint dabei aber Macht und Autorität auszustrahlen, auch wenn der Kopf proportional etwas zu klein geraten scheint. Daniel Schlumberger bemerkt dazu, dass hier sicherlich nicht ein bestimmtes Individuum dargestellt werden sollte, sondern ein sozialer Typ. Hier ist ein typischer parthischer Adliger wiedergegeben, wie man an den Details der Tracht erkennen kann. Die Zuordnung zu einer bestimmten Person erfolgte über eine Inschrift. Die Datierung ist unsicher und reicht vom zweiten Jahrhundert v. Chr. bis zum zweiten Jahrhundert n. Chr. Der Dargestellte konnte bisher nicht identifiziert werden, auch wenn, ohne jeglichen Beweis, gerne Surenas genannt wird. Die hohe Qualität des Werkes löste eine lebhafte Diskussion über den Herstellungsort aus. Vermutungen reichen von Susa zu einem Künstler aus Palmyra, der das Werk vor Ort herstellte.

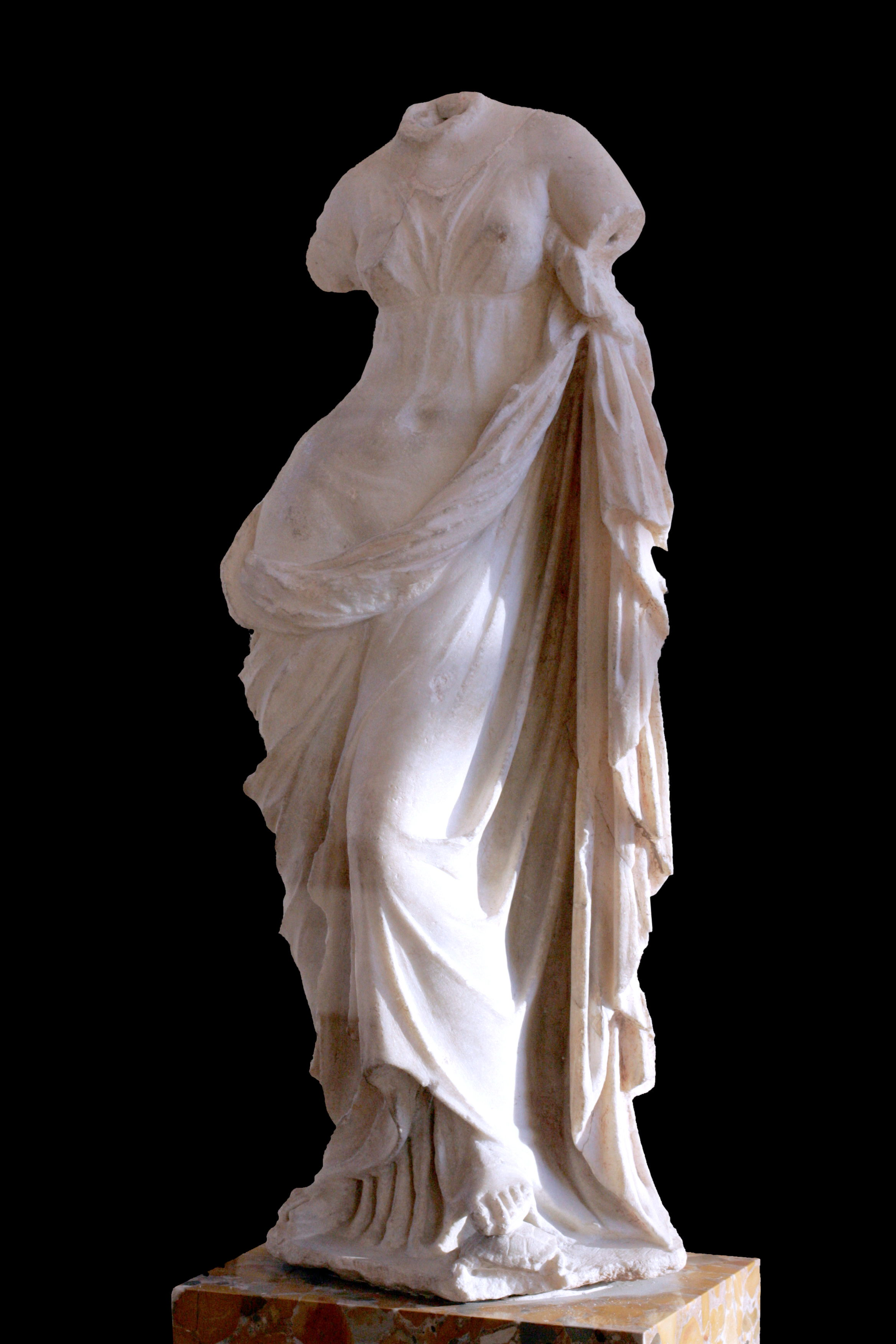
Statue der Aphrodite aus Dura Europos

Neben diesen Skulpturen in einem eher orientalischen/parthischen Stil gab es im Partherreich weiterhin solche in hellenistischem Stil. Viele dieser Werke sind wahrscheinlich aus dem römischen Reich importiert worden, wie man es für Werke aus Hatra annehmen kann, das erst im zweiten nachchristlichen Jahrhundert aufblühte. Die meisten Kunstwerke in der Stadt sind also erst in dieser Zeit hier angefertigt oder nach Hatra gehandelt worden. Andere Skulpturen in einem eher hellenistischen Stil stammen noch aus der Zeit als die Kunst im Partherreich sich stark an die hellenistische Kunst orientierte oder mögen sogar noch aus der Zeit des Seleukidenreiches stammen.
Aus Seleukeia am Tigris stammt die Statue einer Göttin, die eindeutig in hellenistischer Tradition steht. Es handelt sich um eine 56 cm große Kompositfigur aus Marmor, Alabaster, Bitumen und Stuck. Die Frau trägt einen Chiton und einen Mantel darüber. Auf dem Haupt befindet sich ein Diadem. Die Figur ist frontal konzipiert, doch ist die Beinstellung untypisch für parthische Werke. Eine genaue Datierung des Werkes ist fast unmöglich, sie wurde jedoch in Schichten der Stadt gefunden, die von den Ausgräbern mit der Eroberung der Stadt durch den römischen Kaiser Trajan (116 n. Chr.) in Verbindung gebracht wurden. Die Statue ist also älter. Aus derselben Stadt stammt die Bronzefigur eines Herakles. Nach der Inschrift stammt sie aus der Charakene (einem Teilreich der Partherreiches) kam um 150 n. Chr. als Beutegut in die Stadt und schmückte dort einen Apollon-Tempel. Das Werk ist eindeutig hellenistisch, stand aber offensichtlich fast 300 Jahre in der Charakene, bevor es nach Seleukeia kam und dort seinen Platz fand. Offensichtlich gab es im Partherreich auch weiterhin eine Nachfrage nach Kunstwerken in hellenistischem Stil.

### Beispiele parthischer Plastik

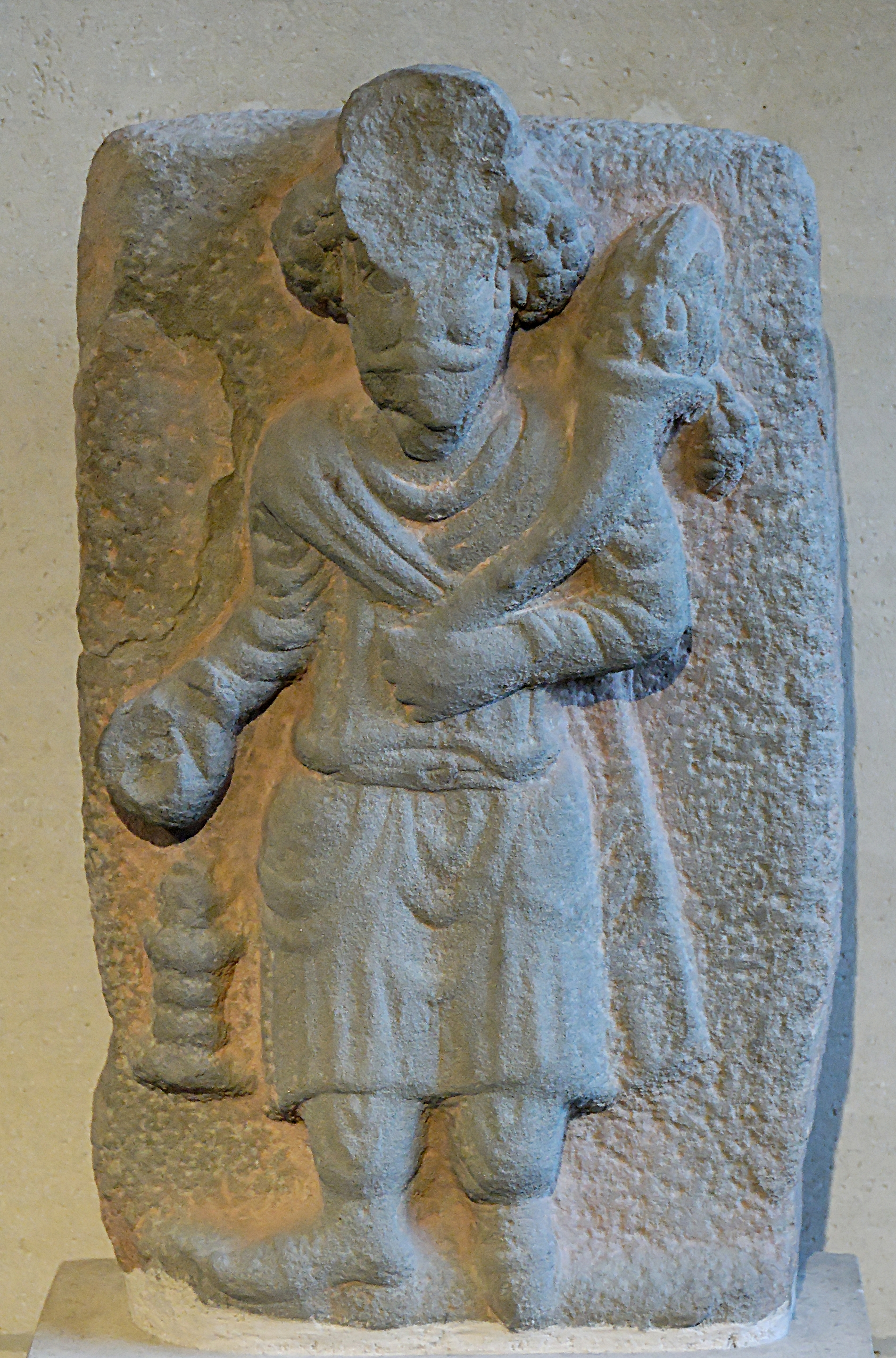
parthischer Herrscher
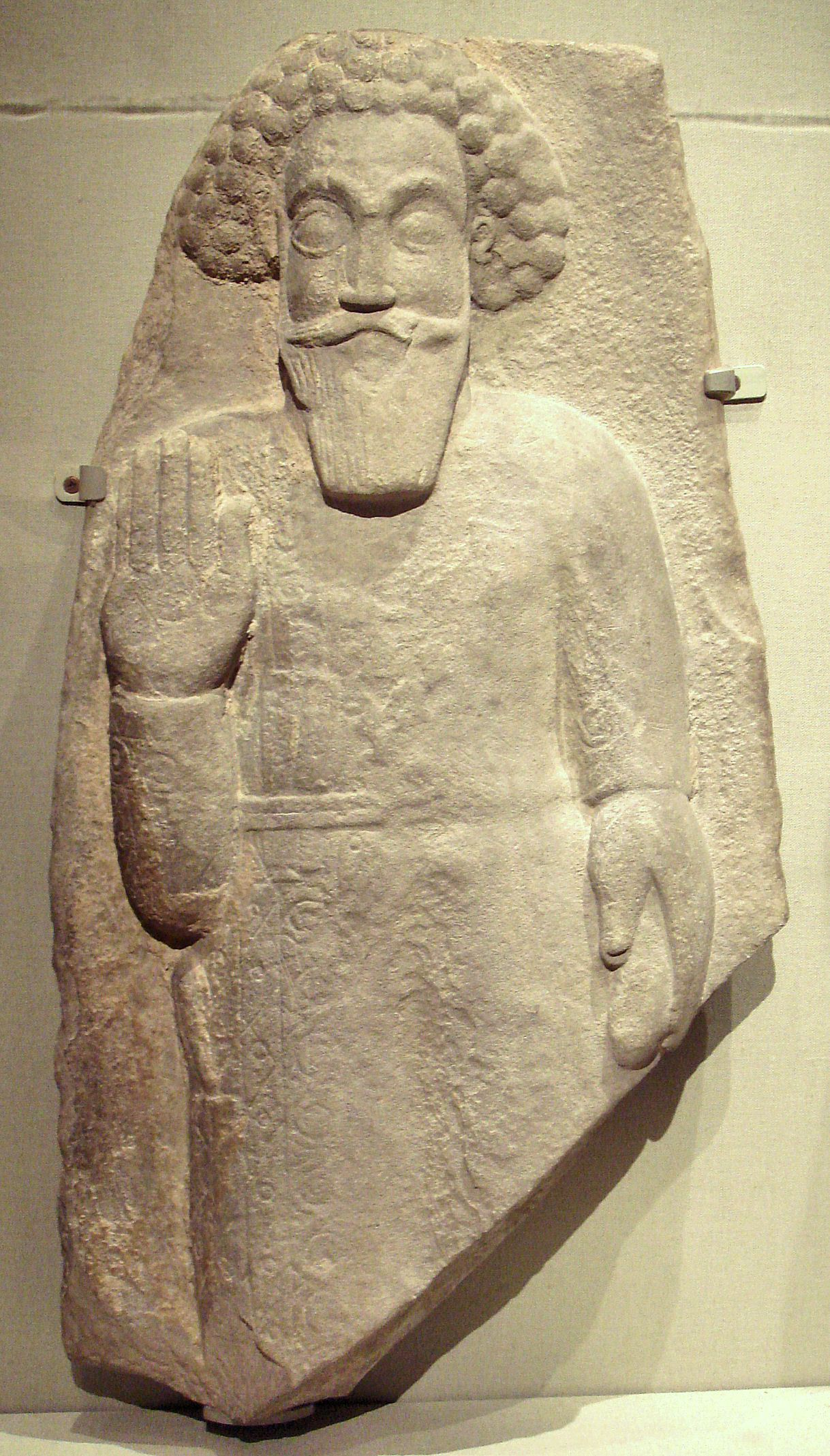
parthischer Herrscher ?
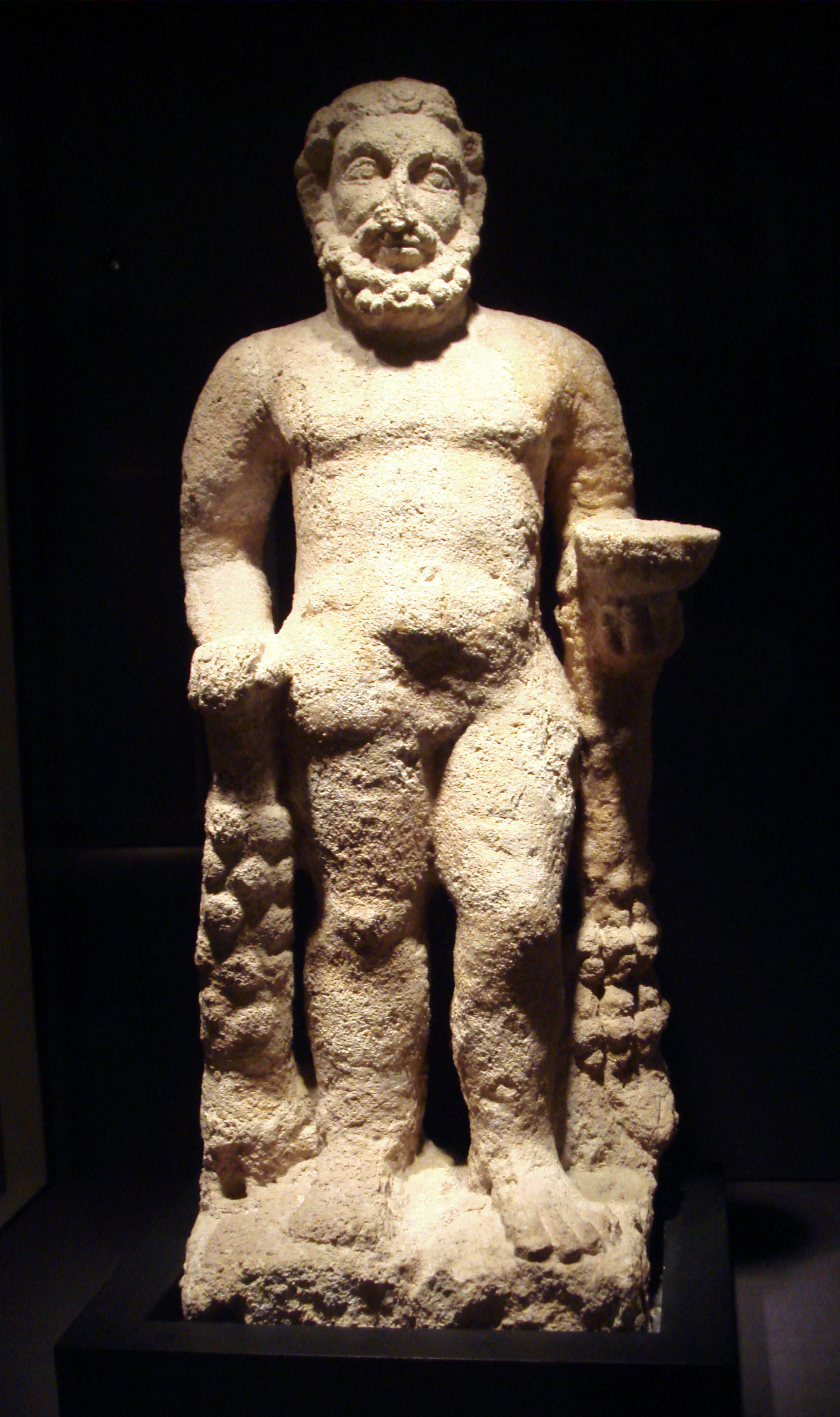
Heraklesstatue aus Hatra
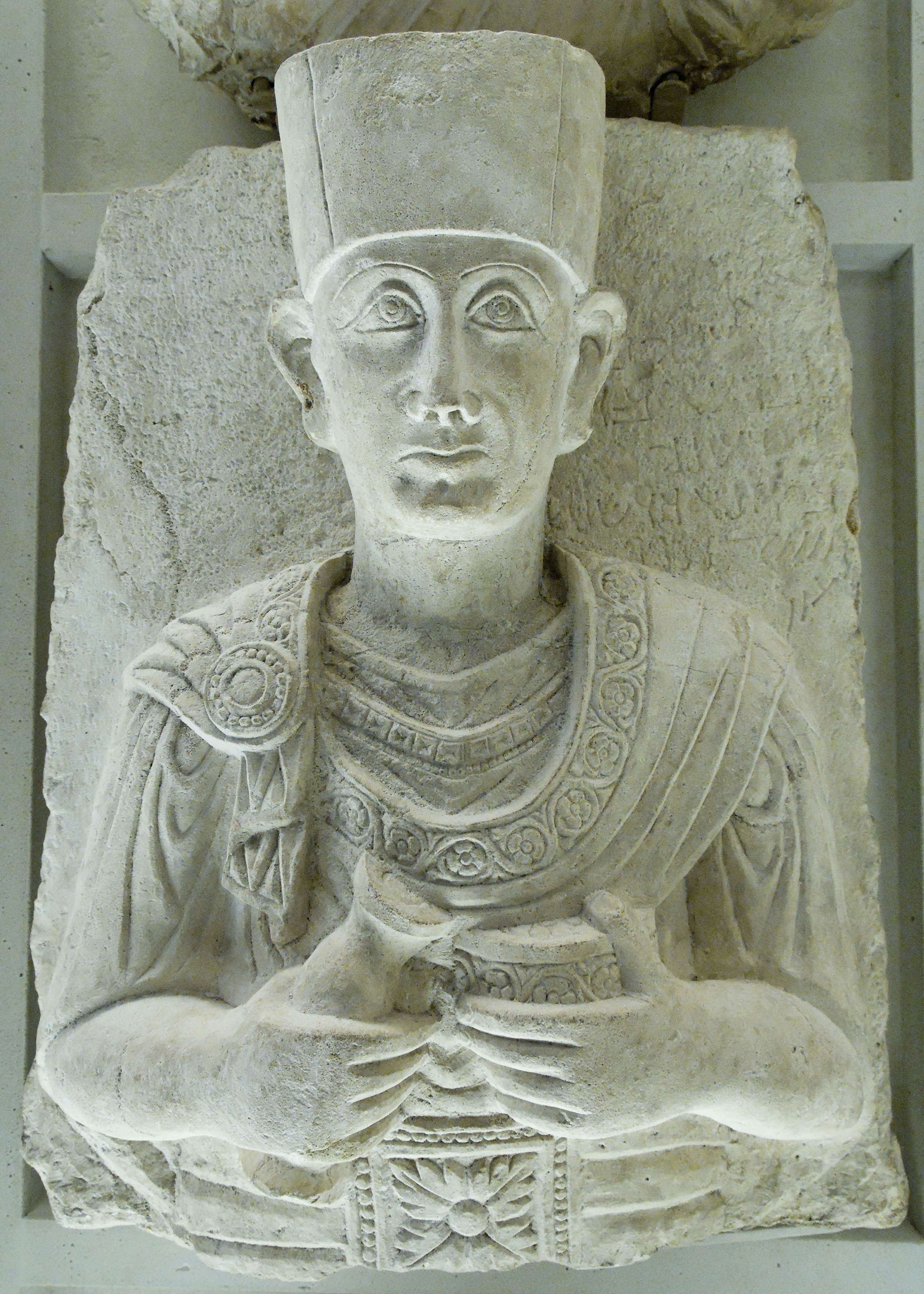
Grabrelief eines Mannes aus Palmyra
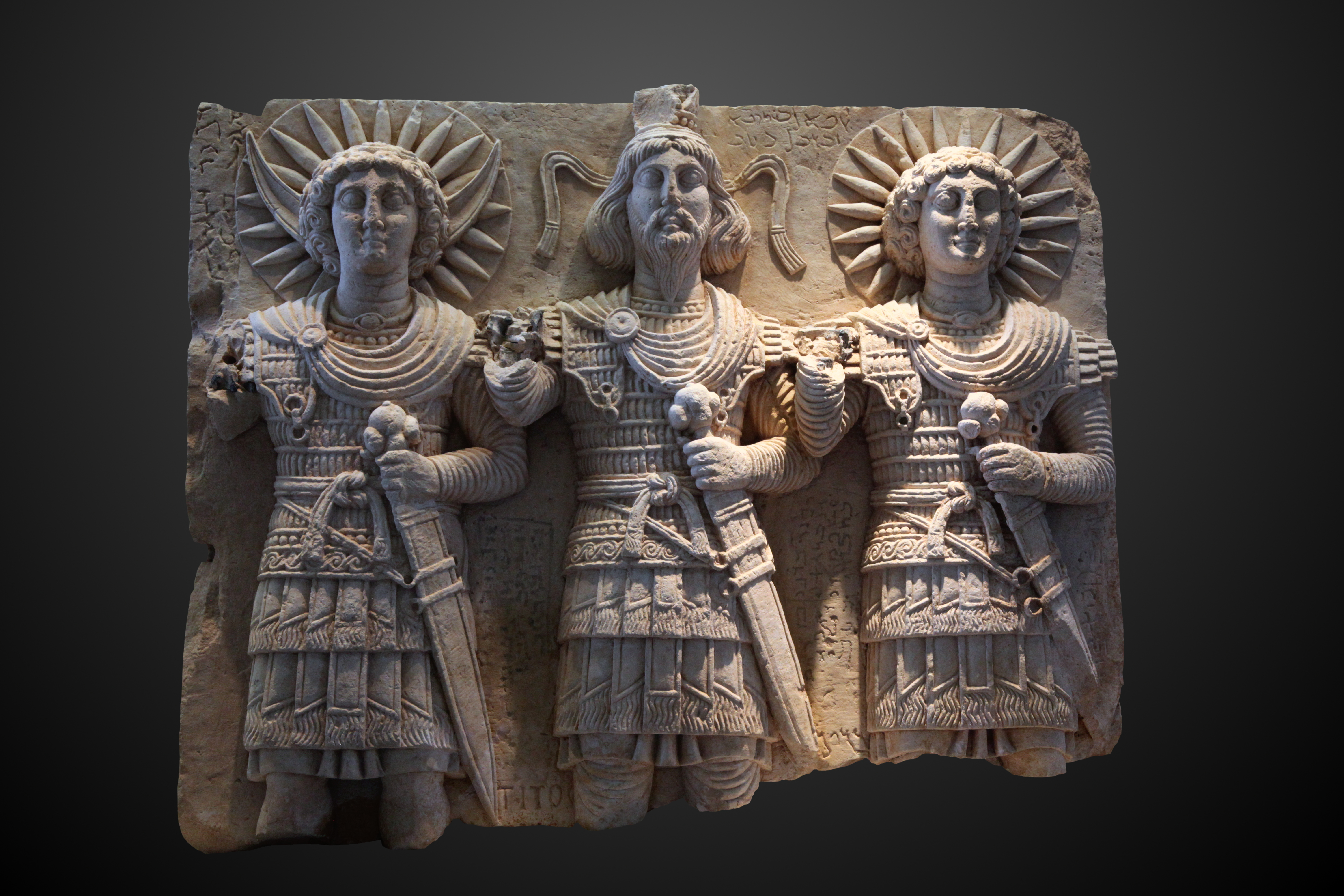
Relief mit drei palmyrenischen Gottheiten

## Relief

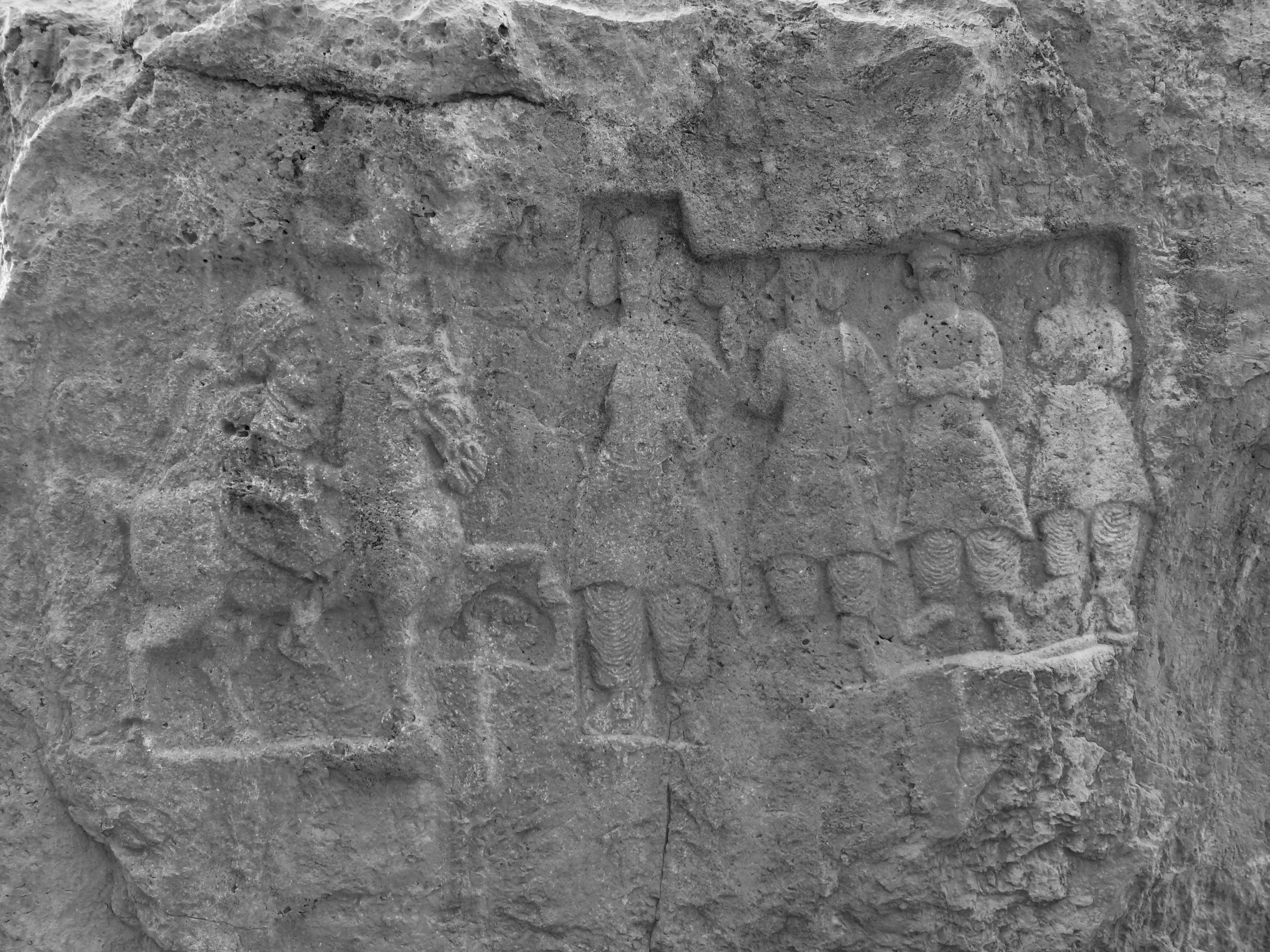
Felsrelief bei Hung-i Nauruzi

Es lassen sich prinzipiell zwei Arten von Reliefs unterscheiden. Es gibt einerseits Skulpturen mit einer Rückenplatte, die technisch und formal sehr eng mit der Vollplastik verwandt sind und dort besprochen wurden. Daneben findet man aber auch flache Reliefs, in dem die Figuren nur einige Zentimeter aus dem Stein gehauen sind. Diese Reliefs setzen assyrische und persische, also vorhellenistische Traditionen fort und stehen formal der Malerei nahe. Hier, wie in der Malerei, finden sich erzählende Darstellungen. Die Figuren sind meist frontal dem Betrachter zugewandt. Vor allem im Südwesten des heutigen Iran, in der antiken Elymais, fanden sich viele in den Fels gehauene parthische Reliefs in diesem Stil. Ihre Ausführung wirkt meist eher grob. Reliefs an anderen Orten, wie zum Beispiel aus Palmyra wirken dagegen vergleichsweise ausgereift.
Eines der meist diskutierten Reliefs ist eine Szene mit sechs Männern bei Hung-i Nauruzi. In der Mitte steht die größte Figur, frontal in parthischer Tracht dargestellt. Rechts davon stehen drei weitere Männer, jedoch etwas kleiner in den Stein gehauen. Links sieht man einen Reiter auf einem Pferd. Die Figur ist im Profil dargestellt. Hinter dem Reiter folgt ein weiterer Mann, wiederum im Profil. Der stilistische Unterschied zwischen dem im eher hellenistischen Stil porträtierten Reiter und den im parthischen Stil wiedergegebenen anderen Figuren führte zur Annahme, dass die vier Männer auf der rechten Seite später in den Fels gehauen wurden. Der Reiter stellt wahrscheinlich einen König dar und ist mit Mithridates I. identifiziert worden, der im Jahr 140/139 v. Chr. die Elymais erobert hatte und unter dem die parthische Kunst noch weitestgehend hellenistisch war. Dementsprechend feiert das Relief seinen Sieg. Dieser Interpretation ist jedoch widersprochen worden und man sah in dem Reiter einen lokalen Herrscher der Elymais. Andere Reliefs an anderen Orten zeigen oftmals Gruppen von Männern, einzelne Männer und auch die Figur des Herakles. Eine große Gruppe von Reliefs findet sich auch bei Tang-i Sarvak (auch Tang-i Sarwak und Tang-e Sarvak) auf vier freistehenden, großen Felsen angeordnet. Es kommen wieder Reihen von Männern, ein Mann auf einer Kline in Begleitung anderer Männer oder einzelne Männer beim Opfern vor. Die Datierung einzelner Reliefs ist oft schwierig. In der Forschung herrscht die Tendenz vor, eher hellenistisch wirkende Darstellungen früher, eher parthisch wirkende hingegen später zu datieren. Dies ist jedoch nicht zwingend.

## Architektur

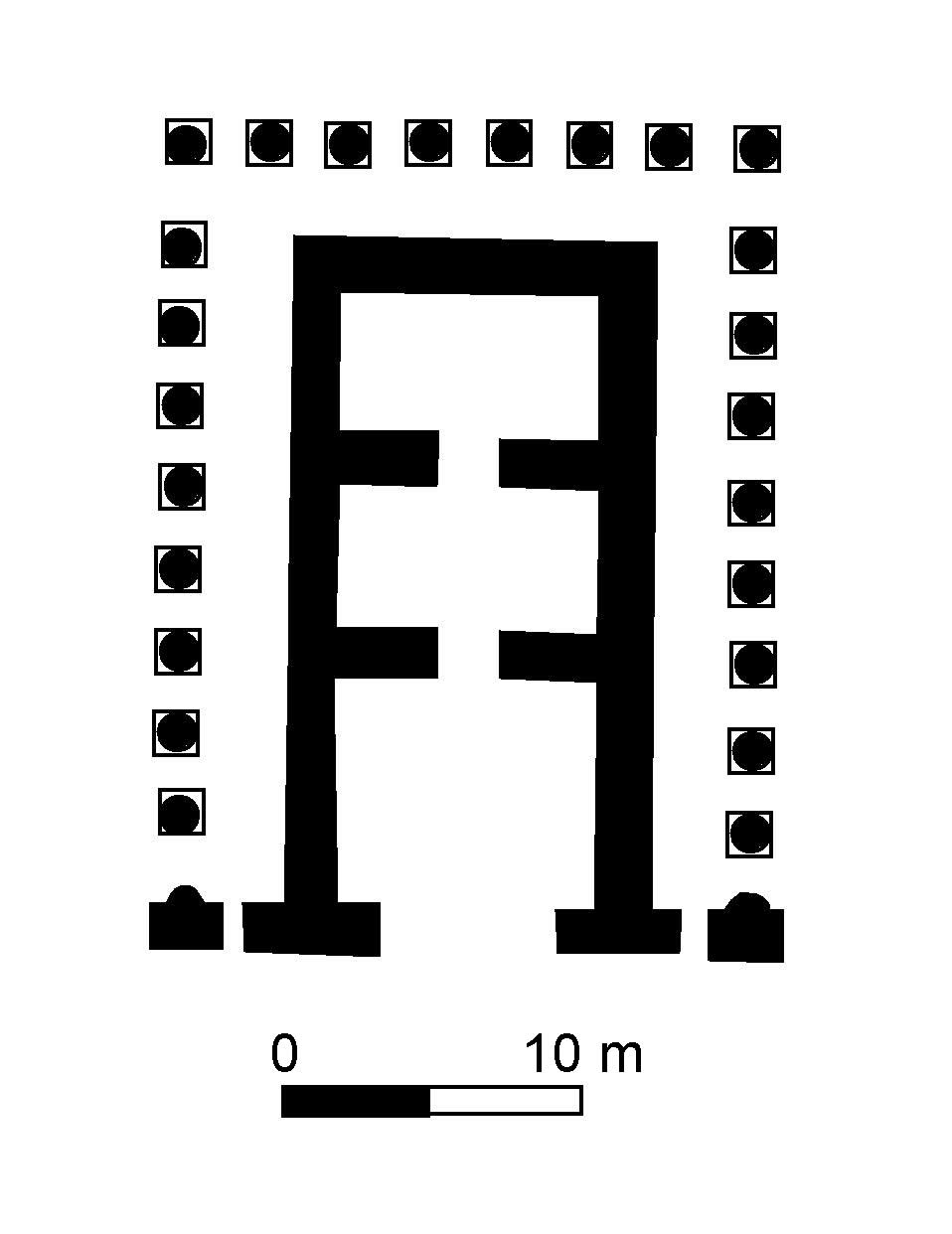
Parthischer Tempel in Assur

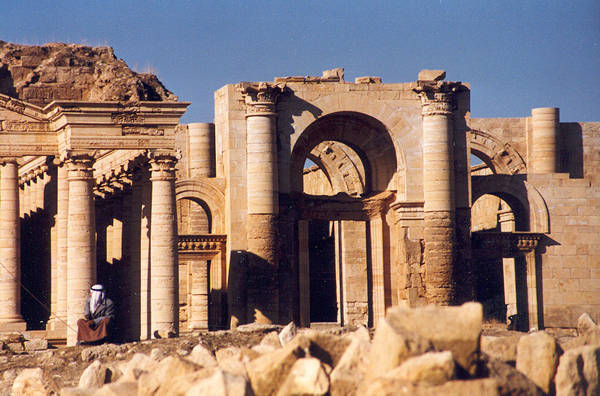
Tempel in Hatra (Tempel E ganz links)

In der Architektur findet sich eine Mischung griechischen Bauschmuckes mit neuen Formen und orientalischen Elementen. Hier ist vor allem der Iwan als neue Bauform bemerkenswert, bei dem es sich um eine große, zu einem Hof hin geöffnete Halle handelt. Diese war in der Regel gewölbt. Es handelt sich um eine bauliche Einheit, die nicht wirklich geschlossen ist, aber auch nicht ganz offen. Eine weitere Eigenheit der parthischen Architektur ist die Verfremdung klassischer Baustrukturen.
In Assur fand sich ein parthischer Palast, dessen Eingangsbereich einen Hof aufwies, der einem griechischen Peristyl nachempfunden war. In der hellenistischen Architektur befand sich ein Peristyl eher im Mittelpunkt des Hauses, hier wurde es zu einem Eingangshof umfunktioniert. Zentrum des Palastes war ein großer Hof, an dessen vier Seiten sich jeweils ein Iwan befand. Die Fassaden des Hofes waren reich mit einer Stuckfassade geschmückt.
Der Tempel E (auch Der Tempel der Sonne Mithras/Schamaschin) in Hatra erinnert auf den ersten Blick an griechisch-römische Tempel. Die Art der Aneinanderreihung bestimmter klassischer Strukturen ist aber parthisch. Eine Cella steht auf einem Podium und ist an drei Seiten mit zwei Reihen von Säulen umgeben. Die Frontseite wird von einer Treppe geschmückt, die an den Seiten von der äußeren Säulenreihe flankiert wird. Die äußere Säulenreihe steht auf der Grundfläche und wird von kompositorischen Kapiteln geschmückt. Die innere Säulenreihe steht auf dem Podium und hat ionische Kapitelle. Der Giebel der Tempelfront zeigt einen Bogen. Die Architrave und Giebel sind reich mit Bauschmuck dekoriert.
Ein vergleichbarer Tempel fand sich in Assur. Er besteht aus drei hintereinanderliegenden Räumen mit dem Allerheiligsten als letztem Raum. Um den Tempel herum sind Säulen angeordnet. Insoweit ähnelt dies einem griechischen Tempel. Das besonders parthische Element ist aber der Umstand, dass die Säulen sich nur auf drei Seiten befinden und dass vor allem die Front nicht mit Säulen dekoriert war. Bei bestimmten Typen griechischer Tempel kam es auch vor, dass eine oder mehrere Seiten ohne Säulen auskamen, doch war immer die Front- bzw. Eingangsseite mit diesen geschmückt.
Andere Tempel scheinen eher auf altorientalischen Traditionen aufzubauen. Im Zentrum des Tempelkomplexes von Hatra befindet sich eine Reihe von nebeneinanderliegenden Iwanen. Es finden sich zwei große Iwane, die jeweils von mehreren kleinen Räumen flankiert werden. Daneben gibt es sechs kleinere Iwane. Der Komplex steht ebenfalls auf einem Podium. Die Fassade ist durch Pilaster gegliedert. Es findet sich wiederum reicher Bauschmuck, vor allem Köpfe von Menschen, aber auch von Tieren.
In Uruk steht noch heute der Tempel des Gareus Er ist aus gebrannten Ziegeln erbaut; seine Ausmaße betragen etwa 10 Meter Länge und 8 Meter Breite. Das Innere ähnelt babylonischen Tempeln mit einer Vorhalle und einer Cella. Auch die Kultnische mit einem vorgelagerten Podium ist babylonisch. Die Fassade des Baues ist mit blinden Arkaden dekoriert. Dem Bau vorgelagert waren sechs Säulen mit ionischen Kapitellen. Weiterer Bauschmuck bestand aus Eierstäben und lesbischen Kymatien. Ein Fries zeigt Drachen und wirkt eher orientalisch. Insgesamt findet sich auch hier wieder eine Mischung hellenistischer und orientalischer Elemente.
Die Tempel in Dura Europos sind architektonisch eher anspruchslos. Bei ihnen waren diverse Räume um einen Hof herum angeordnet. Das Allerheiligste befand sich meist an der Rückseite der Anlage und konnte durch Säulen am Eingang besonders hervorgehoben werden. Die anderen Räume um den Hof dienten wahrscheinlich für Bankette, als Priesterwohnungen oder als Andachtsorte. Das Allerheiligste war oftmals prachtvoll ausgemalt.
Die Tempel in Palmyra wirken auf den ersten Blick hellenistisch-römisch und es sind oftmals nur kleine Details, die sie von denen der Mittelmeerwelt unterscheiden. Insgesamt ist die Architektur der Stadt daher eher römisch-syrisch mit wenigen Eigenheiten, die typisch parthisch sind. Der große Baal-Tempel steht innerhalb eines ummauerten Hofes, der mit Säulen geschmückt ist und an ein rhodisches Peristyl bildet. Bei dem eigentlichen Tempel im Zentrum der Anlage handelt es sich um einen Peripteros-Tempel. Ungewöhnlich ist jedoch, dass der Haupteingang mit einer Freitreppe an der Längsseite des Tempelbaues liegt und nicht an einer Kurzseite. Das Dach des Tempels ist mit Stufenzinnen dekoriert.

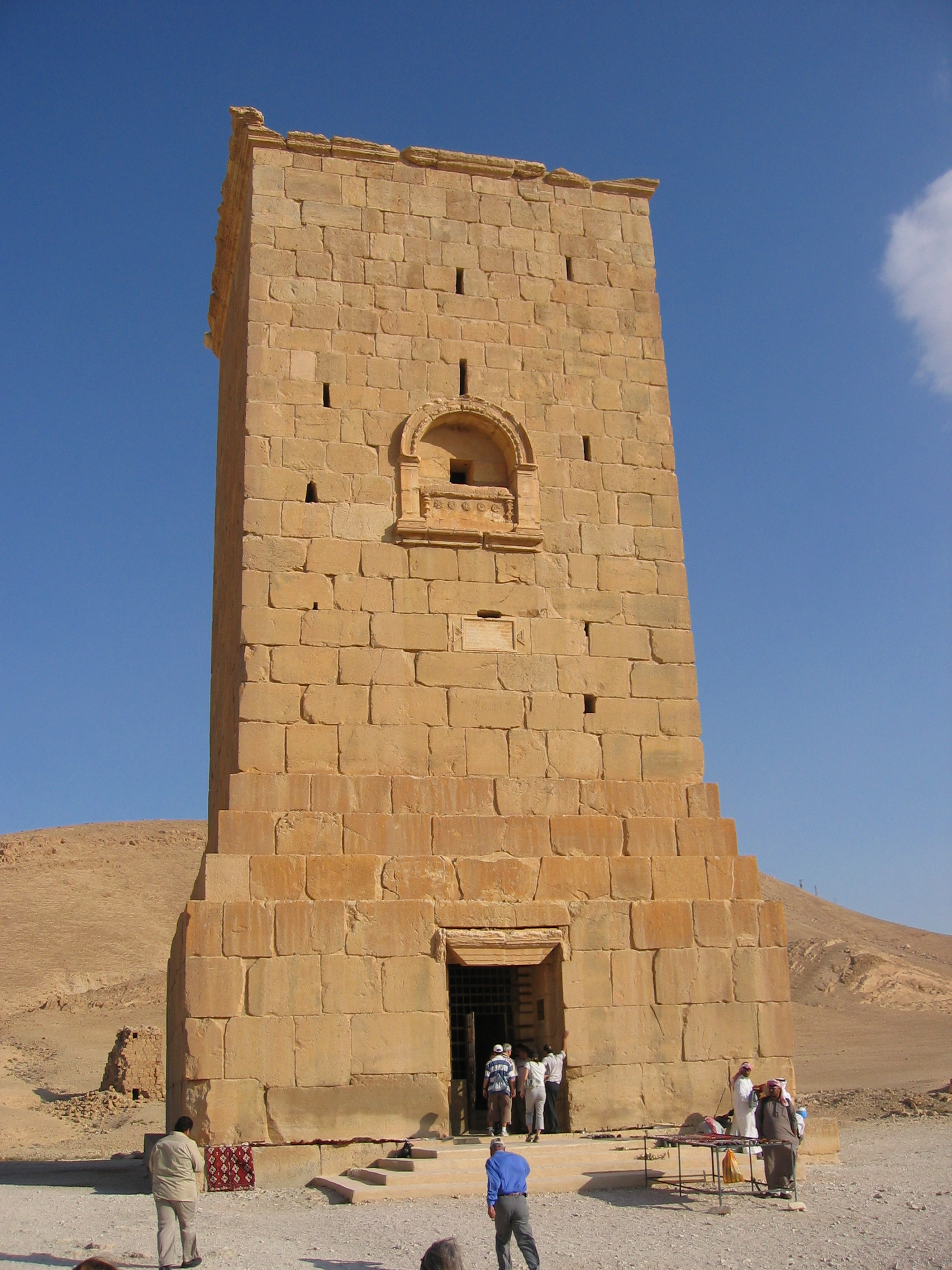
Grabturm in Palmyra

In den Nekropolen von Palmyra fanden sich diversen Grabtypen. Architektonisch interessant sind Grabtürme, die auch aus Dura Europos und von anderen Orten am Euphrat bekannt sind, jedoch nicht aus anderen Teilen von Syrien. Es handelt sich um quadratische Bauten, die bis zu fünf Stockwerk hoch waren. Das Innere bot mehreren hundert Toten Platz und war in Palmyra oftmals reich mit Skulpturen ausgestattet.

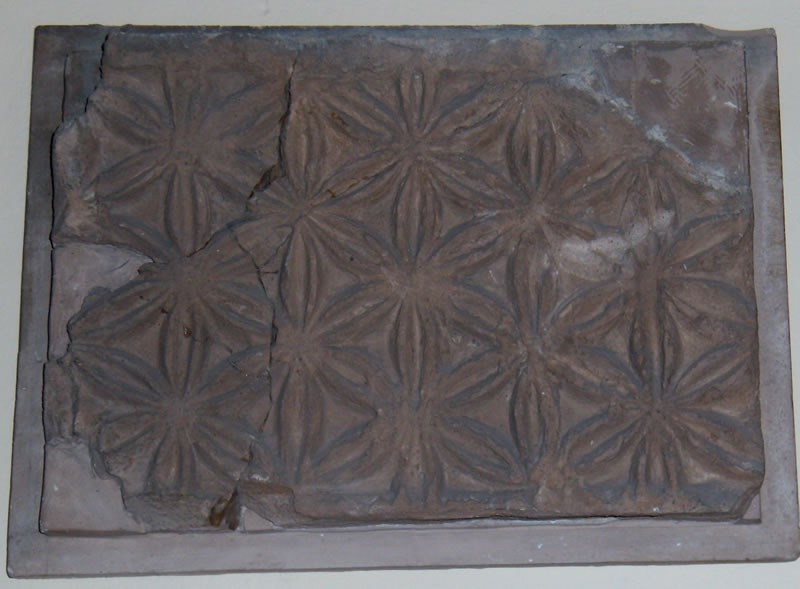
Beispiel einer Stuckdekoration

Als Bauschmuck wurde in parthischen Gebäuden reichlich ornamentaler Stuck verwendet, der einerseits griechische Muster weiterführt, aber auch eigene, neue parthische Muster aufweist. Der Stuck an sich ist von den Griechen übernommen worden, erfreut sich jetzt aber einer besonderen Beliebtheit und viele Architekturteile werden jetzt nur noch in Stuck gearbeitet, wahrscheinlich auch um aesthetisch eher anspruchslose Lehmziegelmauern zu verschönern. Es finden sich auf die Wand aufgesetzte Säulen und Ornamentbänder. Gerade die Säulen aus Stuck sind meist nur auf die Wand aufgesetzt und sind rein ornamentale Elemente. Sie haben keinerlei Stützfunktion und versuchen auch nicht der Wand Tiefe zu verleihen, wie es in der griechisch-römischen Architektur üblich war. Die Baumaterialien richteten sich meist nach den Baustoffen, die vor Ort vorhanden waren. In Mesopotamien sind deshalb viele Bauten aus Ziegeln errichtet worden, die dann wiederum stuckiert waren. In Hatra und Palmyra ist dagegen Kalkstein das vorherrschende Material. Hier ist Stuck dagegen seltener bezeugt. Bögen fanden reichlich in der parthischen Architektur Verwendung, vor allem die Iwane sind meist überwölbt.

## Terrakotten und Kleinkunst
An allen parthischen Fundorten fand sich eine große Anzahl von Terrakottafiguren und Figuren aus anderen Materialien. Auch diese lassen sich stilistisch in zwei Gruppen teilen. Es gibt einerseits rein griechische oder griechisch beeinflusste Figuren und andererseits solche in einem vorderasiatischen und später dann parthischen Stil. Bei den griechischen Typen erfreuten sich Heraklesfiguren besonderer Beliebtheit, da dieser mit dem parthischen Gott Verethragna gleichgesetzt wurde. Nackte Frauenstatuen, meist in griechischer Tradition mögen als Fruchtbarkeitsidole gedient haben. Parthische Typen sind vor allem liegende und stehende Männerfiguren.
Der Hauptfundort, an dem parthische Terrakotten im Detail stratigrafisch beobachtet wurden, ist Seleukeia am Tigris. Überraschenderweise kommen beide, griechische und orientalische Typen, in fast allen Epochen parthischer Geschichte nebeneinander vor. Bei den erst vor kurzer Zeit aus Susa publizierten Figuren konnte eine vergleichbare Beobachtung gemacht werden.

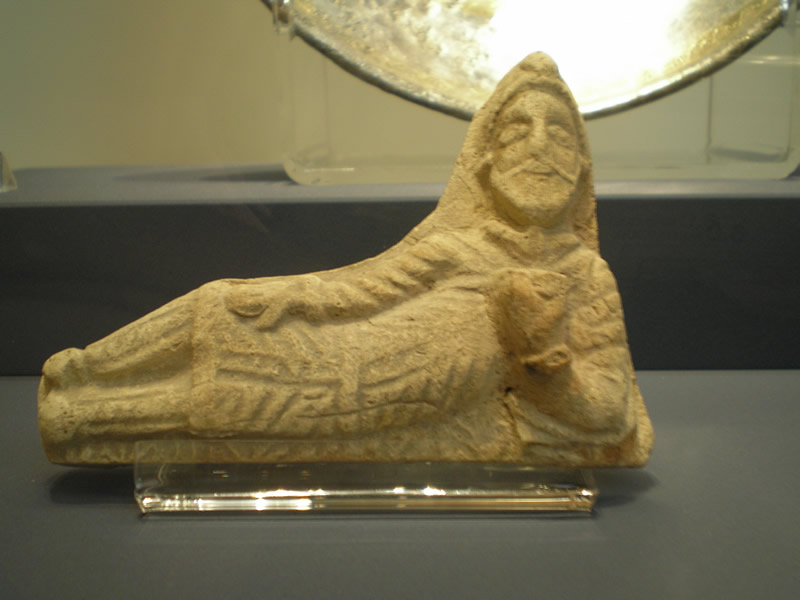
Terrakottafigur in parthischem Stil
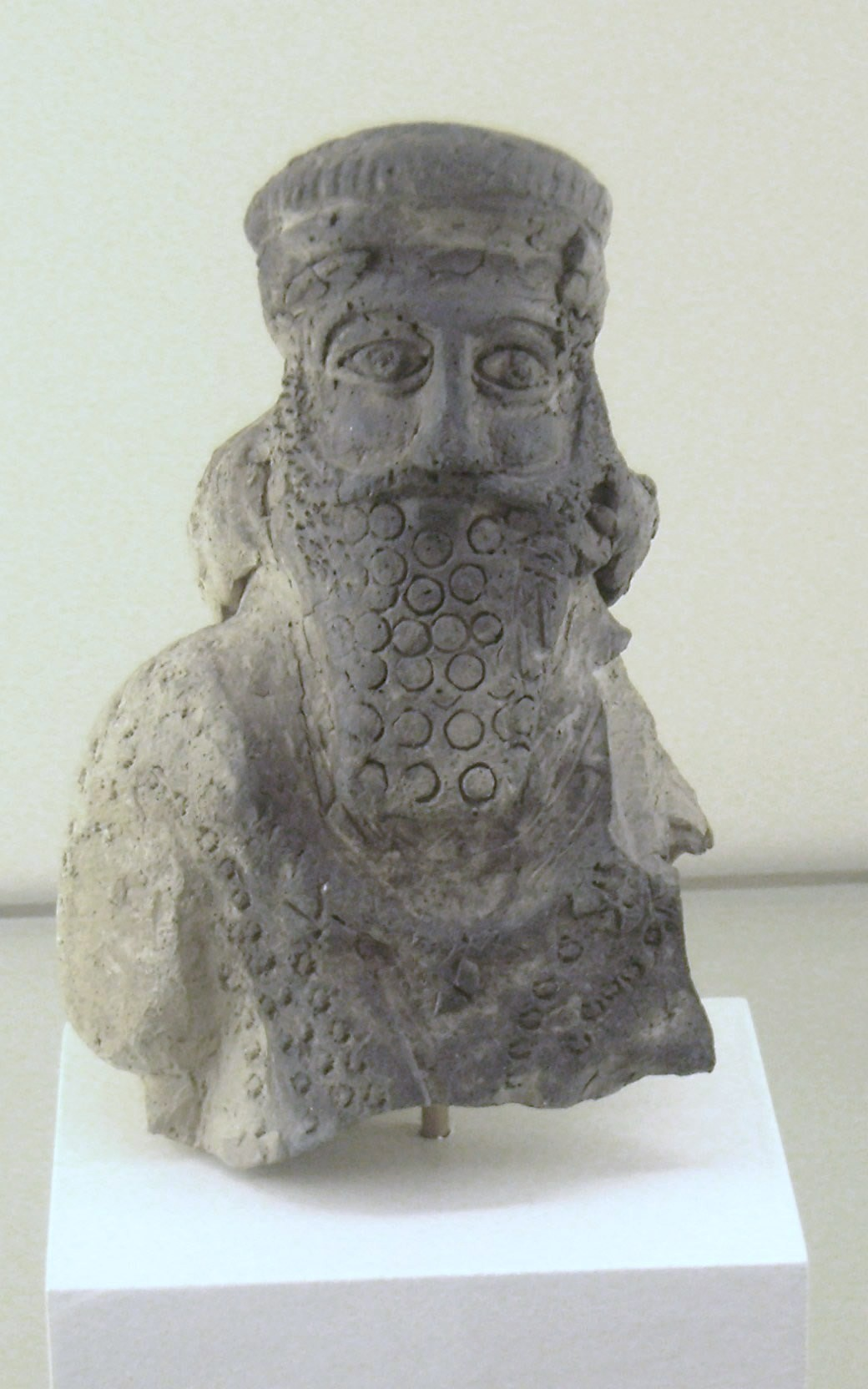
Terrakottafigur, parthischer Herrscher
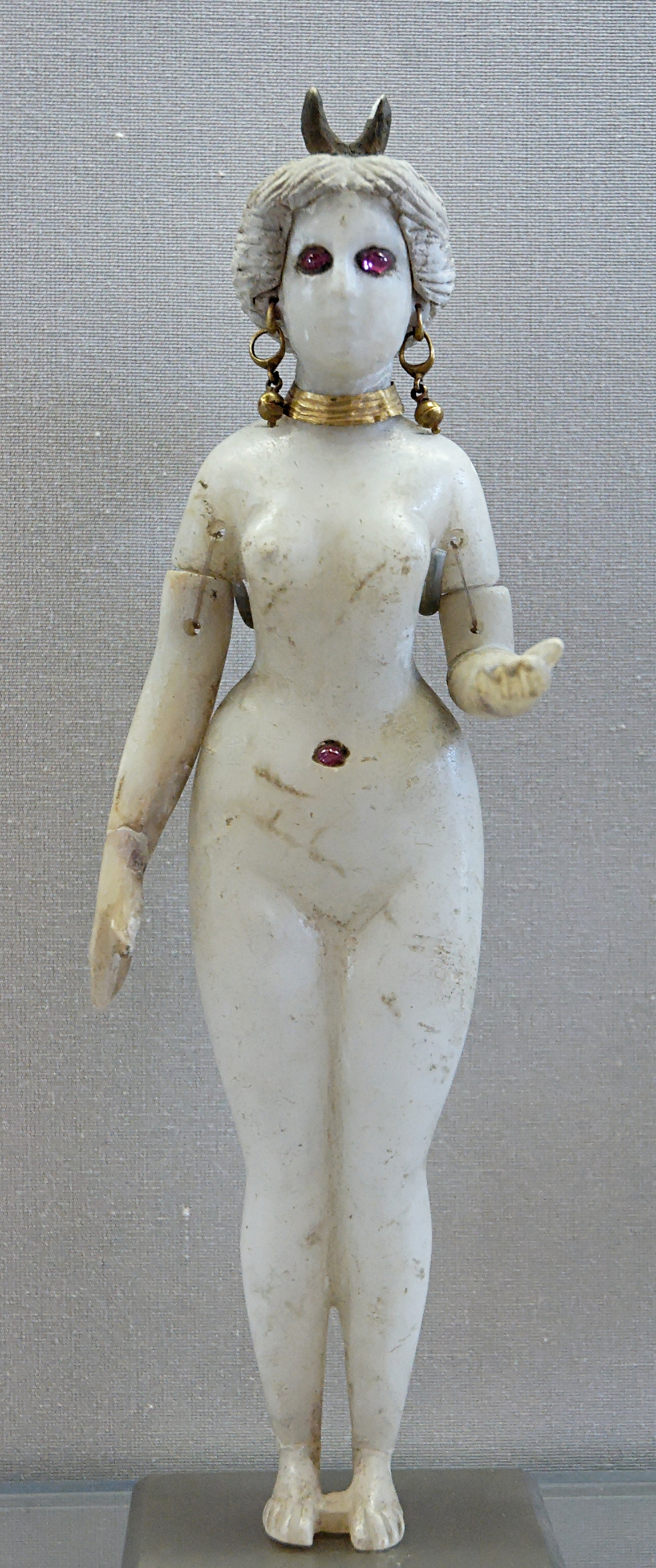
Figur einer Göttin
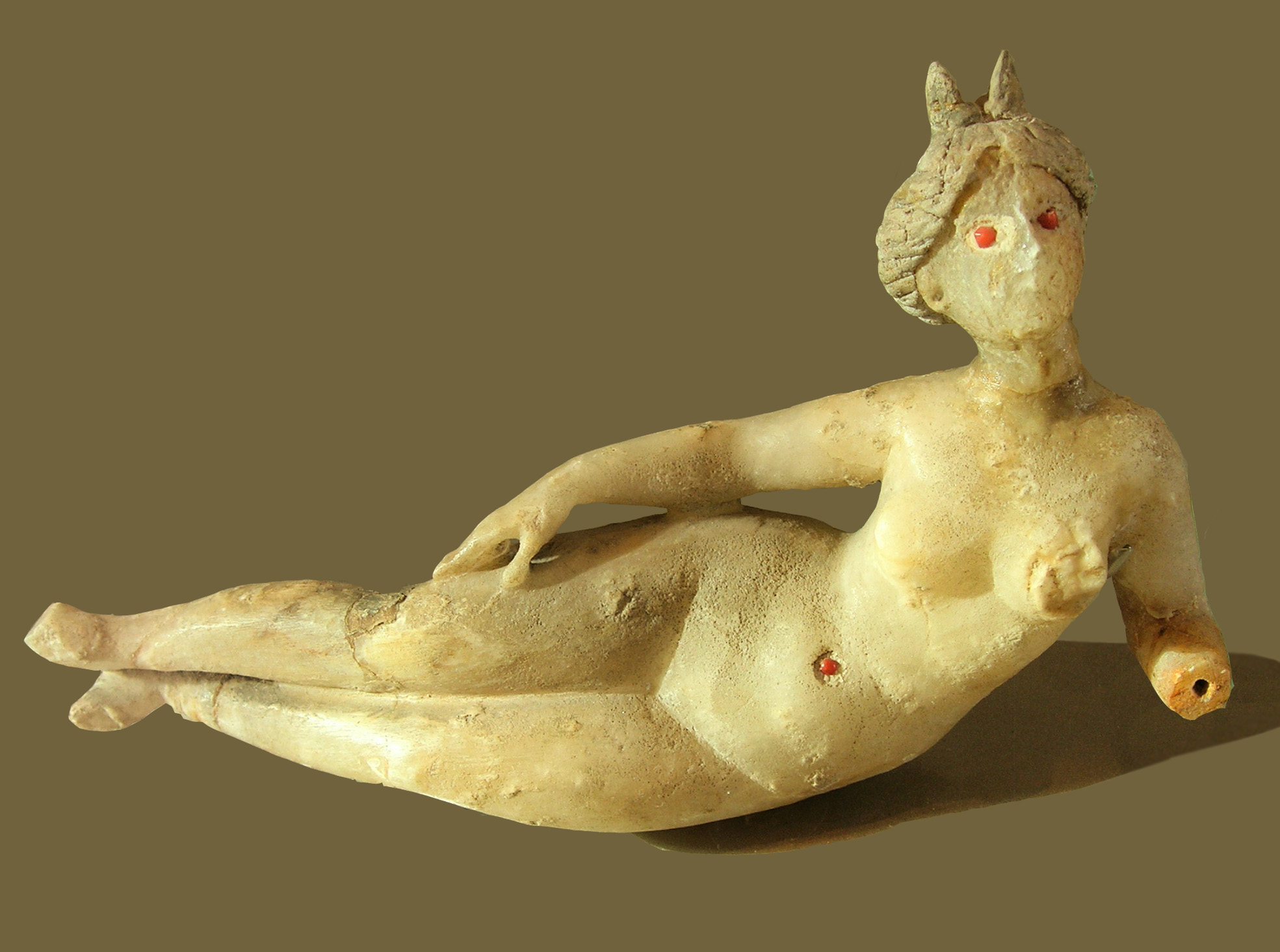
Figur einer Göttin

## Deutung der Frontaldarstellung

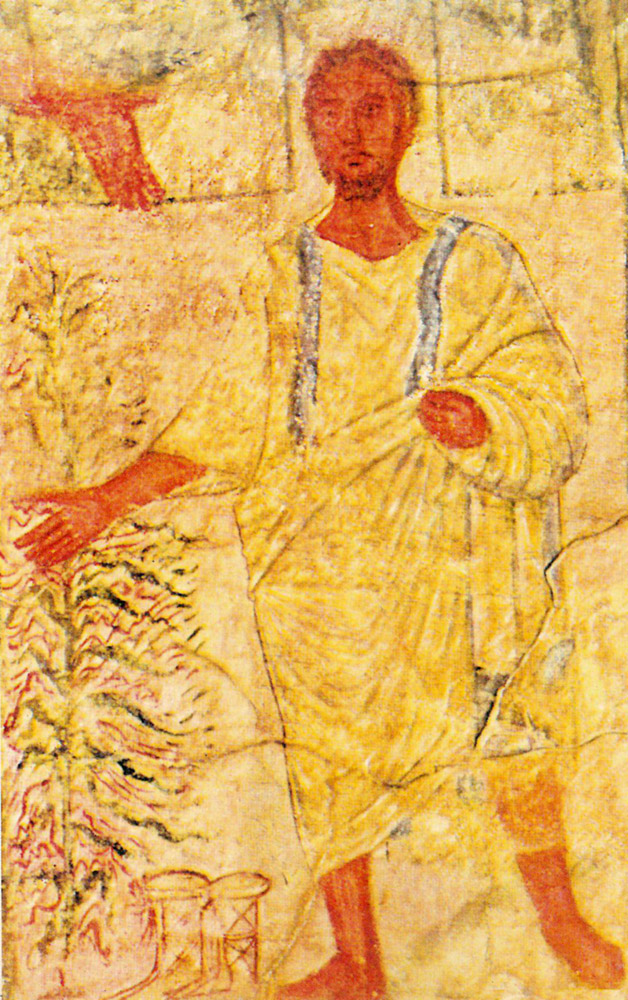
Moses am brennenden Dornenbusch, Malerei aus der Synagoge von Dura Europos

Die Frontaldarstellung von Figuren in der Malerei, im Relief und in der Plastik ist keine Erfindung der Parther. Im Alten Orient überwog die Profilansicht, doch gab es auch schon die Frontalansicht, vor allem in der Plastik. Die Frontalansicht im Flachbild wurde im Alten Orient genutzt, um bestimmte Figuren hervorzuheben. Daniel Schlumberger argumentierte, dass dies immer Figuren sind, denen besonderer Wert beigemessen wurde, die in gewisser Weise als real empfunden wurden. Die frontal dargestellten Figuren, Götter und Helden waren nicht einfache Kopien des Lebens in einem anderen Material, sie waren stattdessen diese Figuren und konnten mit ihrem Blick auf dem Betrachter am Leben teilnehmen. Sie waren praktisch gegenwärtig. Die Kunst im Alten Orient, aber auch die im archaischen Griechenland kannte nur die Frontal- und die Profilansicht. Erst die klassischen Griechen führten Zwischenstufen, vor allem die Dreiviertelansicht ein. Darstellungen der klassischen Griechen versuchten die Illusion des Lebens in all seinen Formen wiederzugeben. Die Figuren sind vollkommen mit sich selbst beschäftigt und ignorieren den Betrachter. Die Frontaldarstellung kommt auch hier vor, ist aber nur eine unter vielen Möglichkeiten. Die parthische Kunst hat sicherlich die Frontalität von der hellenistischen Kunst übernommen, doch scheinen die Parther bei ihrer Kunst wieder auf die Gegenwärtigkeit des Alten Orients zurückgegriffen zu haben. Die parthische Kunst versuchte nicht eine Illusion und die Flüchtigkeit des Lebens einzufangen. Vielmehr war man bemüht, den Figuren Dauerhaftigkeit zu verleihen. Man versuchte den wahren Gehalt des Lebens einzufangen und nicht nur die äußere Hülle. Mit ihrem auf den Betrachter gerichteten Blick zwingen die Figuren ihm ihre Aufmerksamkeit auf. Sie wirken dadurch oftmals hochgradig transzendent.

## Ende und Ausblick
Im zweiten nachchristlichen Jahrhundert hatte das Partherreich mit zahlreichen inneren und äußeren Feinden zu kämpfen. Die Römer zogen mehrmals durch Mesopotamien und die Pest (siehe Antoninische Pest) scheint im Partherreich gewütet zu haben. Diese Krisenfaktoren hatten offensichtlich auch einen negativen Einfluss auf die Kunstproduktion. Während viele der besseren parthischen Kunstwerke, trotz oder gerade wegen ihrer Naturferne Erhabenheit und eine gewisse Transzendenz ausstrahlen, sind ab dem späten zweiten nachchristlichen Jahrhundert gewisse Verfallserscheinungen unübersehbar. Die Münzlegenden sind kaum noch lesbar, und aus Susa stammt ein Relief, dessen Darstellung eigentlich nur als verzeichnet bezeichnet werden kann.

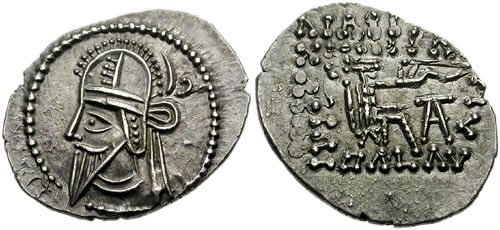
Münze von Vologaeses VI.

Um 226 wurde die Partherherrschaft durch die Sassaniden beseitigt. In Persien und großen Teilen Mesopotamiens verschwand damit die parthische Kunst, auch wenn bestimmte Kunsttraditionen, wie die Stuckreliefs und die Reiterszenen, unter den Sassaniden fortlebten. In Syrien lebte die parthische Kunst jedoch auch nach dem Untergang der Parther weiter, wobei bedacht werden muss, dass Städte wie Palmyra und Dura Europos nicht zum parthischen Machtbereich gehörten und daher mit dem Aufkommen der Sassaniden für diese Orte zunächst auch keine neue Epoche begann. Erst mit dem Fall dieser Städte (Hatra, kurz nach 240; Dura Europos, um 256; Palmyra 272) verschwindet die parthische Kunst aus unserem Blickfeld. In der syrischen und armenischen Buchmalerei vom 6. bis 10. Jahrhundert sind jedoch viele parthische Elemente wiederzufinden, die ein Weiterleben dieser Kunst bezeugen.
Vor allem die strenge Frontalität der parthischen Kunst findet man auch in der Kunst von Byzanz und im europäischen Mittelalter, so dass man wohl mit Recht sagen kann, dass die parthische Kunst vor allem die christliche Kunst für die folgenden 1000 Jahre beeinflusst hat. In der Architektur wurde vieles, wie der Ivan, entwickelt, was in der islamischen Welt Bestand haben sollte. Daneben strahlte die parthische Kunst auch stark nach Osten aus und hatte wohl einen bedeutenden Anteil an der buddhistischen Kunst und gelangte damit indirekt sogar bis nach China.